# Liste der Träger des Nationalpreises der DDR II. Klasse für Wissenschaft und Technik (1970–1979)
Diese Liste stellt die Träger des Nationalpreises der DDR in der II. Klasse für Wissenschaft und Technik in den Jahren 1970 bis 1979 dar. Zu den anderen Jahrzehnten und Stufen siehe die Liste der Träger des Nationalpreises der DDR.

## Liste
| Auflistung nach Jahren                            |
| 1970 1971 1972 1973 1974 1975 1976 1977 1978 1979 |

| Jahr   | Preisträger | Preisträger | Verleihungsgrund | Anmerkung                                                         |
| ------ | --- | --- | --- | ----------------------------------------------------------------- |
| 1970 ↑ | Kollektiv zur Entwicklung von Technologien für die elektronische Industrie                                                                                             | Kollektiv zur Entwicklung von Technologien für die elektronische Industrie | für seinen Anteil an beispielgebenden wissenschaftlich-technischen Leistungen bei der Entwicklung von Technologien und Spezialausrüstungen für die elektronische Industrie |                                                                   |
| 1970 ↑ | Werner Hartmann | Leiter der Arbeitsstelle für Molekularelektronik Dresden | für seinen Anteil an beispielgebenden wissenschaftlich-technischen Leistungen bei der Entwicklung von Technologien und Spezialausrüstungen für die elektronische Industrie |                                                                   |
| 1970 ↑ | Ralf Kempe | Abteilungsleiter in der Arbeitsstelle für Molekularelektronik Dresden | für seinen Anteil an beispielgebenden wissenschaftlich-technischen Leistungen bei der Entwicklung von Technologien und Spezialausrüstungen für die elektronische Industrie |                                                                   |
| 1970 ↑ | Klaus Fuchs | Auftragsleiter im VEB Funkwerk Erfurt | für seinen Anteil an beispielgebenden wissenschaftlich-technischen Leistungen bei der Entwicklung von Technologien und Spezialausrüstungen für die elektronische Industrie |                                                                   |
| 1970 ↑ | Erika Godau | Abteilungsleiter im VEB Halbleiterwerk Frankfurt (Oder) | für seinen Anteil an beispielgebenden wissenschaftlich-technischen Leistungen bei der Entwicklung von Technologien und Spezialausrüstungen für die elektronische Industrie |                                                                   |
| 1970 ↑ | Eberhard Jahn | Gruppenleiter in der Arbeitsstelle für Molekularelektronik Dresden | für seinen Anteil an beispielgebenden wissenschaftlich-technischen Leistungen bei der Entwicklung von Technologien und Spezialausrüstungen für die elektronische Industrie |                                                                   |
| 1970 ↑ | Horst Bilz | Leiter des Musterbaus im VEB Elektromat Dresden | für seinen Anteil an beispielgebenden wissenschaftlich-technischen Leistungen bei der Entwicklung von Technologien und Spezialausrüstungen für die elektronische Industrie |                                                                   |
| 1970 ↑ | Entwicklungs- und Gestaltungskollektiv des Verfahrens „Fließpressen von Al-Leitern“                                                                                    | Entwicklungs- und Gestaltungskollektiv des Verfahrens „Fließpressen von Al-Leitern“ | für seinen Anteil am materialsparenden Fließpressen von standardisierten Al-Leitern |                                                                   |
| 1970 ↑ | Georg Pohler | Generaldirektor des Kombinates VEB Kabelwerk Oberspree | für seinen Anteil am materialsparenden Fließpressen von standardisierten Al-Leitern |                                                                   |
| 1970 ↑ | Hubertus Kunze | Betriebsleiter der Starkstromkabelfabrik des Kombinates VEB Kabelwerk Oberspree | für seinen Anteil am materialsparenden Fließpressen von standardisierten Al-Leitern |                                                                   |
| 1970 ↑ | Eckard Grosch | Abteilungsleiter im Ingenieurbüro des Kombinates VEB Kabelwerk Oberspree | für seinen Anteil am materialsparenden Fließpressen von standardisierten Al-Leitern |                                                                   |
| 1970 ↑ | Horst Huyer | Abteilungsleiter der Hauptmechanik des Kombinates VEB Kabelwerk Oberspree | für seinen Anteil am materialsparenden Fließpressen von standardisierten Al-Leitern |                                                                   |
| 1970 ↑ | Gerhard Prenzlow | Technischer Direktor des Kombinates VEB Kabelwerk Oberspree | für seinen Anteil am materialsparenden Fließpressen von standardisierten Al-Leitern |                                                                   |
| 1970 ↑ | Rainer Schmidt | Abteilungsleiter im VEB SKET Magdeburg | für seinen Anteil am materialsparenden Fließpressen von standardisierten Al-Leitern |                                                                   |
| 1970 ↑ | Gerhard Kniep | Wissenschaftlicher Mitarbeiter im VEB SKET Magdeburg | für seinen Anteil am materialsparenden Fließpressen von standardisierten Al-Leitern |                                                                   |
| 1970 ↑ | Entwicklungskollektiv FKr-baureihe | Entwicklungskollektiv FKr-baureihe | für seinen Anteil an der beispielhaften Entwicklung von Spitzenerzeugnissen des Werkzeugmaschinenbaus |                                                                   |
| 1970 ↑ | Wolfgang Pöttrich | Chefkonstrukteur im VEB Werkzeugmaschinenkombinat Fritz Heckert Karl-Marx-Stadt, Betrieb Karl-Marx-Stadt                                                                                        | für seinen Anteil an der beispielhaften Entwicklung von Spitzenerzeugnissen des Werkzeugmaschinenbaus |                                                                   |
| 1970 ↑ | Hans-Jürgen Janecek | Themenleiter Forschung und Entwicklung im VEB Werkzeugmaschinenkombinat Fritz Heckert Karl-Marx-Stadt, Betrieb Karl-Marx-Stadt                                                                  | für seinen Anteil an der beispielhaften Entwicklung von Spitzenerzeugnissen des Werkzeugmaschinenbaus |                                                                   |
| 1970 ↑ | Lothar Reißig | Direktor für Wissenschaft und Technik im VEB Werkzeugmaschinenkombinat Fritz Heckert Karl-Marx-Stadt, Betrieb Auerbach                                                                          | für seinen Anteil an der beispielhaften Entwicklung von Spitzenerzeugnissen des Werkzeugmaschinenbaus |                                                                   |
| 1970 ↑ | Wieland Schädlich | Abteilungsleiter für Automatisierungstechnik im VEB Werkzeugmaschinenkombinat Fritz Heckert Karl-Marx-Stadt, Betrieb Auerbach                                                                   | für seinen Anteil an der beispielhaften Entwicklung von Spitzenerzeugnissen des Werkzeugmaschinenbaus |                                                                   |
| 1970 ↑ | Ulrich Franz | Abteilungsleiter für Maschinenentwicklung im VEB Werkzeugmaschinenkombinat Fritz Heckert Karl-Marx-Stadt, Betrieb Auerbach                                                                      | für seinen Anteil an der beispielhaften Entwicklung von Spitzenerzeugnissen des Werkzeugmaschinenbaus |                                                                   |
| 1970 ↑ | Gerhard Becker | Leiter der Abteilung Elektrokonstruktion im VEB Werkzeugmaschinenkombinat Fritz Heckert Karl-Marx-Stadt, Betrieb Karl-Marx-Stadt                                                                | für seinen Anteil an der beispielhaften Entwicklung von Spitzenerzeugnissen des Werkzeugmaschinenbaus |                                                                   |
| 1970 ↑ | Entwicklungskollektiv Linearmotor | Entwicklungskollektiv Linearmotor | für seinen Anteil an der Erforschung der theoretischen Grundlagen zur Berechnung von Drehstromlinearmotoren und deren Einführung in die Produktion |                                                                   |
| 1970 ↑ | Peter-Klaus Budig | Direktor der Sektion Automatisierungstechnik der TH Karl-Marx-Stadt, Ordentlicher Professor für Antriebstechnik                                                                                 | für seinen Anteil an der Erforschung der theoretischen Grundlagen zur Berechnung von Drehstromlinearmotoren und deren Einführung in die Produktion |                                                                   |
| 1970 ↑ | Heinz Timmel | Oberassistent der Sektion Automatisierungstechnik der TH Karl-Marx-Stadt | für seinen Anteil an der Erforschung der theoretischen Grundlagen zur Berechnung von Drehstromlinearmotoren und deren Einführung in die Produktion |                                                                   |
| 1970 ↑ | Egon Sfax | Technisch-wissenschaftlicher Mitarbeiter im Großforschungszentrum des Werkzeugmaschinenbaus Karl-Marx-Stadt                                                                                     | für seinen Anteil an der Erforschung der theoretischen Grundlagen zur Berechnung von Drehstromlinearmotoren und deren Einführung in die Produktion |                                                                   |
| 1970 ↑ | Karl-Heinz Kockisch | Chefkonstrukteur und Leiter für Forschung und Entwicklung im VEB Elektromotorenwerk Dresden | für seinen Anteil an der Erforschung der theoretischen Grundlagen zur Berechnung von Drehstromlinearmotoren und deren Einführung in die Produktion |                                                                   |
| 1970 ↑ | Rolf Pfefferkorn | Technisch-wissenschaftlicher Mitarbeiter im Großforschungszentrum des Werkzeugmaschinenbaus Karl-Marx-Stadt                                                                                     | für seinen Anteil an der Erforschung der theoretischen Grundlagen zur Berechnung von Drehstromlinearmotoren und deren Einführung in die Produktion |                                                                   |
| 1970 ↑ | Kollektiv des Investitionsvorhabens Göschwitz | Kollektiv des Investitionsvorhabens Göschwitz | für seinen Anteil an der konstruktiven und technologischen Entwicklung einer dem Welthöchststand bestimmenden Systemlösung für eingeschossige Gebäude und ihre erfolgreiche Anwendung |                                                                   |
| 1970 ↑ | Karl Grünheid | Generaldirektor des VEB Metalleichtbaukombinat Leipzig | für seinen Anteil an der konstruktiven und technologischen Entwicklung einer dem Welthöchststand bestimmenden Systemlösung für eingeschossige Gebäude und ihre erfolgreiche Anwendung |                                                                   |
| 1970 ↑ | Harry Degenkolb | Direktor für Technik im VEB Metalleichtbaukombinat, Werk Plauen | für seinen Anteil an der konstruktiven und technologischen Entwicklung einer dem Welthöchststand bestimmenden Systemlösung für eingeschossige Gebäude und ihre erfolgreiche Anwendung |                                                                   |
| 1970 ↑ | Eberhard Beck | Brigadier im VE Bau- und Montagekombinat Erfurt, Betriebsteil Gotha | für seinen Anteil an der konstruktiven und technologischen Entwicklung einer dem Welthöchststand bestimmenden Systemlösung für eingeschossige Gebäude und ihre erfolgreiche Anwendung |                                                                   |
| 1970 ↑ | Willi Haubold | Richtmeister im VEB Metalleichtbaukombinat, Werk Industriemontage Leipzig | für seinen Anteil an der konstruktiven und technologischen Entwicklung einer dem Welthöchststand bestimmenden Systemlösung für eingeschossige Gebäude und ihre erfolgreiche Anwendung |                                                                   |
| 1970 ↑ | Wolfgang Schneppe | Chefprojektant des Investvorhabens Göschwitz -klimatischer Teil- und Leiter der Außenstelle Erfurt des VEB Kombinat Luft- und Kältetechnik Dresden, Stammbetrieb Lufttechnische Anlagen Dresden | für seinen Anteil an der konstruktiven und technologischen Entwicklung einer dem Welthöchststand bestimmenden Systemlösung für eingeschossige Gebäude und ihre erfolgreiche Anwendung |                                                                   |
| 1970 ↑ | Siegfried Schade | Montageleiter VEB Kombinat Starkstromanlagenbau Leipzig/Halle, Betriebsteil Sangerhausen | für seinen Anteil an der konstruktiven und technologischen Entwicklung einer dem Welthöchststand bestimmenden Systemlösung für eingeschossige Gebäude und ihre erfolgreiche Anwendung |                                                                   |
| 1970 ↑ | Kollektiv für die Entwicklung, den Aufbau und die Inbetriebnahme der 2000er Milchviehanlage Dedelow, Bezirk Neubrandenburg                                             | Kollektiv für die Entwicklung, den Aufbau und die Inbetriebnahme der 2000er Milchviehanlage Dedelow, Bezirk Neubrandenburg                                                                      | für seinen Anteil an den bahnbrechenden Leistungen bei der Entwicklung, dem Aufbau, der Inbetriebnahme und der Bewirtschaftung einer industriemäßigen Milchproduktionsanlage mit einer Kapazität von 2000 Plätzen und Erzielung des wissenschaftlich-technischen Höchststandes bei den wichtigsten Parametern              |                                                                   |
| 1970 ↑ | Gerhard Bortmann | Projektierungsleiter für Rinderhaltung im VEB Kombinat Impulsa Elsterwerda | für seinen Anteil an den bahnbrechenden Leistungen bei der Entwicklung, dem Aufbau, der Inbetriebnahme und der Bewirtschaftung einer industriemäßigen Milchproduktionsanlage mit einer Kapazität von 2000 Plätzen und Erzielung des wissenschaftlich-technischen Höchststandes bei den wichtigsten Parametern              |                                                                   |
| 1970 ↑ | Hans Weber | Oberbauleiter im VEB Landbaukombinat Neubrandenburg | für seinen Anteil an den bahnbrechenden Leistungen bei der Entwicklung, dem Aufbau, der Inbetriebnahme und der Bewirtschaftung einer industriemäßigen Milchproduktionsanlage mit einer Kapazität von 2000 Plätzen und Erzielung des wissenschaftlich-technischen Höchststandes bei den wichtigsten Parametern              |                                                                   |
| 1970 ↑ | Klaus Pankoke | Wissenschaftlicher Mitarbeiter im VEB Ingenieurbüro für Produktionsanlagen der Rinderwirtschaft Ferdinandshof                                                                                   | für seinen Anteil an den bahnbrechenden Leistungen bei der Entwicklung, dem Aufbau, der Inbetriebnahme und der Bewirtschaftung einer industriemäßigen Milchproduktionsanlage mit einer Kapazität von 2000 Plätzen und Erzielung des wissenschaftlich-technischen Höchststandes bei den wichtigsten Parametern              |                                                                   |
| 1970 ↑ | Kurt Matuschak | Vorsitzender der LPG Paul Scholz Dedelow-Ellingen, Stellvertreter des Kooperationsvorsitzenden und Leiter der Kooperation Bauabteilung                                                          | für seinen Anteil an den bahnbrechenden Leistungen bei der Entwicklung, dem Aufbau, der Inbetriebnahme und der Bewirtschaftung einer industriemäßigen Milchproduktionsanlage mit einer Kapazität von 2000 Plätzen und Erzielung des wissenschaftlich-technischen Höchststandes bei den wichtigsten Parametern              |                                                                   |
| 1970 ↑ | Erich Weirauch | Leiter der 2000er Milchviehanlage | für seinen Anteil an den bahnbrechenden Leistungen bei der Entwicklung, dem Aufbau, der Inbetriebnahme und der Bewirtschaftung einer industriemäßigen Milchproduktionsanlage mit einer Kapazität von 2000 Plätzen und Erzielung des wissenschaftlich-technischen Höchststandes bei den wichtigsten Parametern              |                                                                   |
| 1970 ↑ | Anneliese Dähn | Schichtleiterin in der 2000er Milchviehanlage | für seinen Anteil an den bahnbrechenden Leistungen bei der Entwicklung, dem Aufbau, der Inbetriebnahme und der Bewirtschaftung einer industriemäßigen Milchproduktionsanlage mit einer Kapazität von 2000 Plätzen und Erzielung des wissenschaftlich-technischen Höchststandes bei den wichtigsten Parametern              |                                                                   |
| 1970 ↑ | Kollektiv Erdölforschung Schmierstoffe aus dem VEB Mineralölwerke Lützkendorf                                                                                          | Kollektiv Erdölforschung Schmierstoffe aus dem VEB Mineralölwerke Lützkendorf | für seinen Anteil an der Erarbeitung wirkungsvoller Technologien in der Erdölforschung |                                                                   |
| 1970 ↑ | Gerhard Keil | Bereichsdirektor für Forschung und Entwicklung | für seinen Anteil an der Erarbeitung wirkungsvoller Technologien in der Erdölforschung |                                                                   |
| 1970 ↑ | Hartmuth Roth | stellv. Bereichsleiter für Forschung und Entwicklung | für seinen Anteil an der Erarbeitung wirkungsvoller Technologien in der Erdölforschung |                                                                   |
| 1970 ↑ | Bernd Wenzel | Hauptabteilungsleiter der chemisch-technischen Prozeßentwicklung | für seinen Anteil an der Erarbeitung wirkungsvoller Technologien in der Erdölforschung |                                                                   |
| 1970 ↑ | Gerhard Köppert | Abteilungsleiter für Neuentwicklungen | für seinen Anteil an der Erarbeitung wirkungsvoller Technologien in der Erdölforschung |                                                                   |
| 1970 ↑ | Kollektiv der Abteilung Katalysatoren des VEB Leuna-Werke Walter Ulbricht                                                                                              | Kollektiv der Abteilung Katalysatoren des VEB Leuna-Werke Walter Ulbricht | für seinen Anteil an der Erforschung der Vorgänge auf dem Gebiet der Trägerkatalysatoren |                                                                   |
| 1970 ↑ | Hermann Blume | Abteilungsleiter | für seinen Anteil an der Erforschung der Vorgänge auf dem Gebiet der Trägerkatalysatoren |                                                                   |
| 1970 ↑ | Heinz Petroll | Schlosser | für seinen Anteil an der Erforschung der Vorgänge auf dem Gebiet der Trägerkatalysatoren |                                                                   |
| 1970 ↑ | Heinz Nietzelt | Obermeister | für seinen Anteil an der Erforschung der Vorgänge auf dem Gebiet der Trägerkatalysatoren |                                                                   |
| 1970 ↑ | Egon-Rüdiger Strich | Stellvertreter des Abteilungsleiters | für seinen Anteil an der Erforschung der Vorgänge auf dem Gebiet der Trägerkatalysatoren |                                                                   |
| 1970 ↑ | Horst Bärwald | Betriebstechnologe | für seinen Anteil an der Erforschung der Vorgänge auf dem Gebiet der Trägerkatalysatoren |                                                                   |
| 1970 ↑ | Werner Scheler | Rektor der EMAU Greifswald, ordentlicher Professor und Direktor des Instituts für Pharmakologie und Toxikologie                                                                                 | für seine beispielgebende Leistung zu den molekularen Grundlagen der Pharmakologie in Forschung und Lehre |                                                                   |
| 1971 ↑ | Entwicklungskollektiv „Progressive Typenfamilie von Großtransformatoren“ des VEB Transformatorenwerk Karl Liebknecht Berlin                                            | Entwicklungskollektiv „Progressive Typenfamilie von Großtransformatoren“ des VEB Transformatorenwerk Karl Liebknecht Berlin                                                                     | für seinen Anteil an der Entwicklung einer Typenreihe von Großtransformatoren |                                                                   |
| 1971 ↑ | Gerhard Linnemann | Direktor für Technik | für seinen Anteil an der Entwicklung einer Typenreihe von Großtransformatoren |                                                                   |
| 1971 ↑ | Helmut Olbrisch | Leiter der Transformatorenentwicklung | für seinen Anteil an der Entwicklung einer Typenreihe von Großtransformatoren |                                                                   |
| 1971 ↑ | Joachim Schmidt | Leiter des Hochspannungslabors | für seinen Anteil an der Entwicklung einer Typenreihe von Großtransformatoren |                                                                   |
| 1971 ↑ | Wolfgang Zürich | Leiter der Transformatorenkonstruktion | für seinen Anteil an der Entwicklung einer Typenreihe von Großtransformatoren |                                                                   |
| 1971 ↑ | Rudolf Dietrich | Gruppenleiter in der Konstruktion | für seinen Anteil an der Entwicklung einer Typenreihe von Großtransformatoren |                                                                   |
| 1971 ↑ | Heinz Bellgardt | Brigadier | für seinen Anteil an der Entwicklung einer Typenreihe von Großtransformatoren |                                                                   |
| 1971 ↑ | Entwicklungskollektiv AC-Steuerung des VEB Werkzeugmaschinenkombinat Fritz-Heckert Karl-Marx-Stadt                                                                     | Entwicklungskollektiv AC-Steuerung des VEB Werkzeugmaschinenkombinat Fritz-Heckert Karl-Marx-Stadt                                                                                              | für seinen Anteil an der kurzfristigen Entwicklung und Produktionsaufnahme wissenschaftlicher Automatisierungslösungen im Werkzeugmaschinenbau |                                                                   |
| 1971 ↑ | Peter Ulrich | technisch-Wissenschaftlicher Mitarbeiter | für seinen Anteil an der kurzfristigen Entwicklung und Produktionsaufnahme wissenschaftlicher Automatisierungslösungen im Werkzeugmaschinenbau |                                                                   |
| 1971 ↑ | Rolf Berthold | technisch-Wissenschaftlicher Mitarbeiter | für seinen Anteil an der kurzfristigen Entwicklung und Produktionsaufnahme wissenschaftlicher Automatisierungslösungen im Werkzeugmaschinenbau |                                                                   |
| 1971 ↑ | Horst Leiser | Gruppenleiter | für seinen Anteil an der kurzfristigen Entwicklung und Produktionsaufnahme wissenschaftlicher Automatisierungslösungen im Werkzeugmaschinenbau |                                                                   |
| 1971 ↑ | Stephan Felber | Gruppenleiter | für seinen Anteil an der kurzfristigen Entwicklung und Produktionsaufnahme wissenschaftlicher Automatisierungslösungen im Werkzeugmaschinenbau |                                                                   |
| 1971 ↑ | Johannes Blumenthal | Meßmechaniker | für seinen Anteil an der kurzfristigen Entwicklung und Produktionsaufnahme wissenschaftlicher Automatisierungslösungen im Werkzeugmaschinenbau |                                                                   |
| 1971 ↑ | Klaus Rietschel | Elektro-Konstrukteur im VEB Großdrehmaschinenbau „7. Oktober“ Berlin, Kombinatsbetrieb Großdrehmaschinenbau „8. Mai“ Karl-Marx-Stadt                                                            | für seinen Anteil an der kurzfristigen Entwicklung und Produktionsaufnahme wissenschaftlicher Automatisierungslösungen im Werkzeugmaschinenbau |                                                                   |
| 1971 ↑ | Kollektiv der Klinik Herz- und Gefäßchirurgie der KMU Leipzig | Kollektiv der Klinik Herz- und Gefäßchirurgie der KMU Leipzig | für seinen Anteil an der Entwicklung der Herzchirurgie in der DDR, für die Verbindung der hochspezialisierten medizinischen Betreuung mit der Lösung von Forschungsaufgaben |                                                                   |
| 1971 ↑ | Martin Herbst | Ordentlicher Professor für Herz- und Gefäßchirurgie und Direktor der Klinik | für seinen Anteil an der Entwicklung der Herzchirurgie in der DDR, für die Verbindung der hochspezialisierten medizinischen Betreuung mit der Lösung von Forschungsaufgaben |                                                                   |
| 1971 ↑ | Wolfgang Ursinus | Oberarzt | für seinen Anteil an der Entwicklung der Herzchirurgie in der DDR, für die Verbindung der hochspezialisierten medizinischen Betreuung mit der Lösung von Forschungsaufgaben |                                                                   |
| 1971 ↑ | Karin Ursinus | Oberärztin | für seinen Anteil an der Entwicklung der Herzchirurgie in der DDR, für die Verbindung der hochspezialisierten medizinischen Betreuung mit der Lösung von Forschungsaufgaben |                                                                   |
| 1971 ↑ | Karl Emmrich | Oberarzt | für seinen Anteil an der Entwicklung der Herzchirurgie in der DDR, für die Verbindung der hochspezialisierten medizinischen Betreuung mit der Lösung von Forschungsaufgaben |                                                                   |
| 1971 ↑ | Günther Weissbach | wissenschaftlicher Assistent | für seinen Anteil an der Entwicklung der Herzchirurgie in der DDR, für die Verbindung der hochspezialisierten medizinischen Betreuung mit der Lösung von Forschungsaufgaben |                                                                   |
| 1971 ↑ | Diethardt Kraft | Leiter der technischen Abteilung | für seinen Anteil an der Entwicklung der Herzchirurgie in der DDR, für die Verbindung der hochspezialisierten medizinischen Betreuung mit der Lösung von Forschungsaufgaben |                                                                   |
| 1971 ↑ | Kollektiv Eisenbahndrehkrane des VEB Schwermaschinenbau S.M. Kirow | Kollektiv Eisenbahndrehkrane des VEB Schwermaschinenbau S.M. Kirow | für seinen Anteil an dem beispielhaften technischen und ökonomischen Ergebnis der Typenreihe Eisenbahndrehkrane |                                                                   |
| 1971 ↑ | Horst Bendix | Chefkonstrukteur | für seinen Anteil an dem beispielhaften technischen und ökonomischen Ergebnis der Typenreihe Eisenbahndrehkrane |                                                                   |
| 1971 ↑ | Alfred Jänicke | Betriebs- und Bereichsleiter | für seinen Anteil an dem beispielhaften technischen und ökonomischen Ergebnis der Typenreihe Eisenbahndrehkrane |                                                                   |
| 1971 ↑ | Gerhard Meinelt | Abteilungsleiter Konstruktion | für seinen Anteil an dem beispielhaften technischen und ökonomischen Ergebnis der Typenreihe Eisenbahndrehkrane |                                                                   |
| 1971 ↑ | Gerhard Näther | Werkdirektor | für seinen Anteil an dem beispielhaften technischen und ökonomischen Ergebnis der Typenreihe Eisenbahndrehkrane |                                                                   |
| 1971 ↑ | Richard Wanzek | Brigadier | für seinen Anteil an dem beispielhaften technischen und ökonomischen Ergebnis der Typenreihe Eisenbahndrehkrane |                                                                   |
| 1971 ↑ | Hans Rudolf Gestewitz | Generalmajor, Leiter des Zentralen Lazaretts der NVA | Für seine beispielhaften Ergebnisse der Grundlagenforschung auf dem Gebiet der Hals-Nasen-Ohren-Funktionsdiagnostik sowie der Entwicklung medizinischer Geräte |                                                                   |
| 1971 ↑ | Heinz Lüdecke | Kunstwissenschaftler | Für seine Verdienste bei der Erforschung der Kunst der Renaissance |                                                                   |
| 1971 ↑ | Joachim Herrmann | Direktor des Zentralinstituts für alte Geschichte und Archäologie der DAW | Für seine beispielhaften Verdienste um die Erforschung der Geschichte und Kultur der slawischen Stämme und ihres Anteils an der Herausbildung des deutschen Volkes |                                                                   |
| 1972 ↑ | Kollektiv Flüssigkristalle | Kollektiv Flüssigkristalle | für seinen Anteil an der Entwicklung eines neuartigen Bauelements zur Darstellung von Ziffern und Zeichen durch Ausnutzung der elektro-optischen Eigenschaften von Flüssigkristallen |                                                                   |
| 1972 ↑ | Manfred Biermann | Abteilungsleiter im VEB Werk für Fernsehelektronik Berlin | für seinen Anteil an der Entwicklung eines neuartigen Bauelements zur Darstellung von Ziffern und Zeichen durch Ausnutzung der elektro-optischen Eigenschaften von Flüssigkristallen |                                                                   |
| 1972 ↑ | Bernd Brauer | wissenschaftlicher Mitarbeiter im VEB Werk für Fernsehelektronik Berlin | für seinen Anteil an der Entwicklung eines neuartigen Bauelements zur Darstellung von Ziffern und Zeichen durch Ausnutzung der elektro-optischen Eigenschaften von Flüssigkristallen |                                                                   |
| 1972 ↑ | Dietrich Demus | wissenschaftlicher Oberassistent an der Sektion Chemie der MLU Halle-Wittenberg | für seinen Anteil an der Entwicklung eines neuartigen Bauelements zur Darstellung von Ziffern und Zeichen durch Ausnutzung der elektro-optischen Eigenschaften von Flüssigkristallen |                                                                   |
| 1972 ↑ | Roland Geßner | Abteilungsleiter im Bereich Forschung und Entwicklung des VEB Werk für Fernsehelektronik Berlin                                                                                                 | für seinen Anteil an der Entwicklung eines neuartigen Bauelements zur Darstellung von Ziffern und Zeichen durch Ausnutzung der elektro-optischen Eigenschaften von Flüssigkristallen |                                                                   |
| 1972 ↑ | Siegfried Patzek | Labormechaniker Bereich Forschung und Entwicklung des VEB Werk für Fernsehelektronik Berlin | für seinen Anteil an der Entwicklung eines neuartigen Bauelements zur Darstellung von Ziffern und Zeichen durch Ausnutzung der elektro-optischen Eigenschaften von Flüssigkristallen |                                                                   |
| 1972 ↑ | Horst Sackmann | Ordentlicher Professor für physikalische Chemie an der Sektion Chemie der MLU Halle-Wittenberg                                                                                                  | für seinen Anteil an der Entwicklung eines neuartigen Bauelements zur Darstellung von Ziffern und Zeichen durch Ausnutzung der elektro-optischen Eigenschaften von Flüssigkristallen |                                                                   |
| 1972 ↑ | Hermann Schubert | Ordentlicher Professor für anorganische Chemie und stellvertretender Direktor für Forschung an der Sektion Chemie der MLU Halle-Wittenberg                                                      | für seinen Anteil an der Entwicklung eines neuartigen Bauelements zur Darstellung von Ziffern und Zeichen durch Ausnutzung der elektro-optischen Eigenschaften von Flüssigkristallen |                                                                   |
| 1972 ↑ | Kollektiv Entwicklung und Produktion von technologischen Ausrüstungen zur Herstellung von Festkörperschaltkreisen des VEB Elektromat Dresden                           | Kollektiv Entwicklung und Produktion von technologischen Ausrüstungen zur Herstellung von Festkörperschaltkreisen des VEB Elektromat Dresden                                                    | für seinen Anteil an der Entwicklung, Überleitung und Fertigung modernster technologischer Produktionsanlagen für die elektronische Bauelementeindustrie |                                                                   |
| 1972 ↑ | Helmut Beyer | Bereichsleiter | für seinen Anteil an der Entwicklung, Überleitung und Fertigung modernster technologischer Produktionsanlagen für die elektronische Bauelementeindustrie |                                                                   |
| 1972 ↑ | Ottokar Hanstein | Elektromechaniker | für seinen Anteil an der Entwicklung, Überleitung und Fertigung modernster technologischer Produktionsanlagen für die elektronische Bauelementeindustrie |                                                                   |
| 1972 ↑ | Christian Krieg | Einsteller | für seinen Anteil an der Entwicklung, Überleitung und Fertigung modernster technologischer Produktionsanlagen für die elektronische Bauelementeindustrie |                                                                   |
| 1972 ↑ | Volkmar Kühn | Abteilungsleiter | für seinen Anteil an der Entwicklung, Überleitung und Fertigung modernster technologischer Produktionsanlagen für die elektronische Bauelementeindustrie |                                                                   |
| 1972 ↑ | Klaus Saalfrank | Produktionslenker | für seinen Anteil an der Entwicklung, Überleitung und Fertigung modernster technologischer Produktionsanlagen für die elektronische Bauelementeindustrie |                                                                   |
| 1972 ↑ | Hans-Heinrich Scharwey | Direktor für Forschung und Entwicklung | für seinen Anteil an der Entwicklung, Überleitung und Fertigung modernster technologischer Produktionsanlagen für die elektronische Bauelementeindustrie |                                                                   |
| 1972 ↑ | Kollektiv Ausrüstungen und Technologien der Hochspannungsprüftechnik                                                                                                   | Kollektiv Ausrüstungen und Technologien der Hochspannungsprüftechnik | für seinen Anteil an der Entwicklung von Technologien und Ausrüstungen der Hochspannungsprüftechnik |                                                                   |
| 1972 ↑ | Günther Elstner | Betriebsleiter für Hochspannungsgeräte im VEB Transformatoren- und Röntgenwerk „Hermann Matern“ Dresden                                                                                         | für seinen Anteil an der Entwicklung von Technologien und Ausrüstungen der Hochspannungsprüftechnik |                                                                   |
| 1972 ↑ | Siegfried Franke | Entwicklungsbereichsleiter für Anlagen im VEB Transformatoren- und Röntgenwerk „Hermann Matern“ Dresden                                                                                         | für seinen Anteil an der Entwicklung von Technologien und Ausrüstungen der Hochspannungsprüftechnik |                                                                   |
| 1972 ↑ | Michail Wladimirowitsch Kostenko | Bürger der UdSSR, Ordentliches Mitglied der Akademie der Wissenschaften der UdSSR und Direktor des Instituts für Hochspannungstechnik und Elektroenergietechnik                                 | für seinen Anteil an der Entwicklung von Technologien und Ausrüstungen der Hochspannungsprüftechnik |                                                                   |
| 1972 ↑ | Eberhard Lemke | Oberassistent am Hochspannungslaboratorium der Sektion Elektrotechnik der TU Dresden | für seinen Anteil an der Entwicklung von Technologien und Ausrüstungen der Hochspannungsprüftechnik |                                                                   |
| 1972 ↑ | Wolfgang Mosch | Ordentlicher Professor für Elektrotechnik (Hochspannungstechnik) und Direktor der Sektion Elektrotechnik der TU Dresden                                                                         | für seinen Anteil an der Entwicklung von Technologien und Ausrüstungen der Hochspannungsprüftechnik |                                                                   |
| 1972 ↑ | Fritz Obenaus | emeritierter Professor mit Lehrstuhl für Hochspannungstechnik der Sektion Elektrotechnik der TU Dresden                                                                                         | für seinen Anteil an der Entwicklung von Technologien und Ausrüstungen der Hochspannungsprüftechnik |                                                                   |
| 1972 ↑ | Hans-Joachim Reichelt | Obermeister im VEB Transformatoren- und Röntgenwerk „Hermann Matern“ Dresden | für seinen Anteil an der Entwicklung von Technologien und Ausrüstungen der Hochspannungsprüftechnik |                                                                   |
| 1972 ↑ | Kostas Wenetis | Anlagenmonteur im VEB Transformatoren- und Röntgenwerk „Hermann Matern“ Dresden | für seinen Anteil an der Entwicklung von Technologien und Ausrüstungen der Hochspannungsprüftechnik |                                                                   |
| 1972 ↑ | Initiatorenkollektiv der Forschungsgemeinschaft Arbeiten unter Hochspannung ab 110 kV                                                                                  | Initiatorenkollektiv der Forschungsgemeinschaft Arbeiten unter Hochspannung ab 110 kV | für seinen Anteil an der Entwicklung und Einführung von Technologien, die die Instandhaltung von Hochspannungsfreileitungen ohne Abschaltung ermöglichen |                                                                   |
| 1972 ↑ | Eduard Baumann | Forschungsdirektor am Institut für Energieversorgung Dresden | für seinen Anteil an der Entwicklung und Einführung von Technologien, die die Instandhaltung von Hochspannungsfreileitungen ohne Abschaltung ermöglichen |                                                                   |
| 1972 ↑ | Gunter Dietz | Meister im Bereich Freileitungen des Netzbetriebes Neuenhagen bei Berlin | für seinen Anteil an der Entwicklung und Einführung von Technologien, die die Instandhaltung von Hochspannungsfreileitungen ohne Abschaltung ermöglichen |                                                                   |
| 1972 ↑ | Jürgen Kupfer | Arbeitsgruppenleiter im Deutschen Zentralinstitut für Arbeitsmedizin Berlin-Lichtenberg | für seinen Anteil an der Entwicklung und Einführung von Technologien, die die Instandhaltung von Hochspannungsfreileitungen ohne Abschaltung ermöglichen |                                                                   |
| 1972 ↑ | Johann Pracht | Brigadier im Bereich Freileitungen des Netzbetriebes Neuenhagen bei Berlin | für seinen Anteil an der Entwicklung und Einführung von Technologien, die die Instandhaltung von Hochspannungsfreileitungen ohne Abschaltung ermöglichen |                                                                   |
| 1972 ↑ | Hartmut Rank | Gruppenleiter für die Entwicklung mechanischer Rationalisierungsmittel im VEB Verbundnetz Elektroenergie Berlin                                                                                 | für seinen Anteil an der Entwicklung und Einführung von Technologien, die die Instandhaltung von Hochspannungsfreileitungen ohne Abschaltung ermöglichen |                                                                   |
| 1972 ↑ | Hans Sandlass | Werkdirektor des VEB Verbundnetz Elektroenergie Berlin | für seinen Anteil an der Entwicklung und Einführung von Technologien, die die Instandhaltung von Hochspannungsfreileitungen ohne Abschaltung ermöglichen |                                                                   |
| 1972 ↑ | Klaus Spieß | Wissenschaftlicher Mitarbeiter in der VVB Kraftwerke Cottbus und Leiter der Forschungsgemeinschaft                                                                                              | für seinen Anteil an der Entwicklung und Einführung von Technologien, die die Instandhaltung von Hochspannungsfreileitungen ohne Abschaltung ermöglichen |                                                                   |
| 1972 ↑ | Kollektiv Stranggegossenes Vormaterial für Rohre | Kollektiv Stranggegossenes Vormaterial für Rohre | für seinen Anteil an der Schaffung der metallurgischen und verfahrenstechnischen Voraussetzungen zur Erzeugung von Rohrvormaterial aus Siemens-Martin-Stahl auf Stranggießanlagen für die Weiterverarbeitung auf Schrägwalzwerken                                                                                          |                                                                   |
| 1972 ↑ | Karl-Heinz Dittrich | Meister und Kokillenmann im VEB Rohrkombinat Stahl- und Walzwerk Riesa | für seinen Anteil an der Schaffung der metallurgischen und verfahrenstechnischen Voraussetzungen zur Erzeugung von Rohrvormaterial aus Siemens-Martin-Stahl auf Stranggießanlagen für die Weiterverarbeitung auf Schrägwalzwerken                                                                                          |                                                                   |
| 1972 ↑ | Karl Döring | amt. Direktor für Produktion im VEB Rohrkombinat Stahl- und Walzwerk Riesa | für seinen Anteil an der Schaffung der metallurgischen und verfahrenstechnischen Voraussetzungen zur Erzeugung von Rohrvormaterial aus Siemens-Martin-Stahl auf Stranggießanlagen für die Weiterverarbeitung auf Schrägwalzwerken                                                                                          |                                                                   |
| 1972 ↑ | Heinz Hebenstreit | 1. Stellvertreter des Generaldirektors des VEB Rohrkombinat Stahl- und Walzwerk Riesa | für seinen Anteil an der Schaffung der metallurgischen und verfahrenstechnischen Voraussetzungen zur Erzeugung von Rohrvormaterial aus Siemens-Martin-Stahl auf Stranggießanlagen für die Weiterverarbeitung auf Schrägwalzwerken                                                                                          |                                                                   |
| 1972 ↑ | Juri Jewgenjewitsch Kan | (Bürger der UdSSR), Kandidat der Technischen Wissenschaften, Zentrales Forschungsinstitut der Schwarzmetallurgie der UdSSR                                                                      | für seinen Anteil an der Schaffung der metallurgischen und verfahrenstechnischen Voraussetzungen zur Erzeugung von Rohrvormaterial aus Siemens-Martin-Stahl auf Stranggießanlagen für die Weiterverarbeitung auf Schrägwalzwerken                                                                                          |                                                                   |
| 1972 ↑ | Claus Kermbach | Steuermann an der Stranggußanlage im VEB Rohrkombinat Stahl- und Walzwerk Riesa | für seinen Anteil an der Schaffung der metallurgischen und verfahrenstechnischen Voraussetzungen zur Erzeugung von Rohrvormaterial aus Siemens-Martin-Stahl auf Stranggießanlagen für die Weiterverarbeitung auf Schrägwalzwerken                                                                                          |                                                                   |
| 1972 ↑ | Günter Noack | Leiter der Stranggußanlage im VEB Rohrkombinat Stahl- und Walzwerk Riesa | für seinen Anteil an der Schaffung der metallurgischen und verfahrenstechnischen Voraussetzungen zur Erzeugung von Rohrvormaterial aus Siemens-Martin-Stahl auf Stranggießanlagen für die Weiterverarbeitung auf Schrägwalzwerken                                                                                          |                                                                   |
| 1972 ↑ | Mannfried Schubert | Generaldirektor des VEB Rohrkombinat Stahl- und Walzwerk Riesa | für seinen Anteil an der Schaffung der metallurgischen und verfahrenstechnischen Voraussetzungen zur Erzeugung von Rohrvormaterial aus Siemens-Martin-Stahl auf Stranggießanlagen für die Weiterverarbeitung auf Schrägwalzwerken                                                                                          |                                                                   |
| 1972 ↑ | Wladtscheslaw Wassiliewitsch Wostokow | (Bürger der UdSSR), Zentrales Forschungsinstitut der Schwarzmetallurgie der UdSSR | für seinen Anteil an der Schaffung der metallurgischen und verfahrenstechnischen Voraussetzungen zur Erzeugung von Rohrvormaterial aus Siemens-Martin-Stahl auf Stranggießanlagen für die Weiterverarbeitung auf Schrägwalzwerken                                                                                          |                                                                   |
| 1972 ↑ | Kollektiv des WTZ für Landtechnik Schlieben, Bezirk Cottbus | Kollektiv des WTZ für Landtechnik Schlieben, Bezirk Cottbus | für seinen Anteil an der Erarbeitung der wissenschaftlich-technischen Grundlagen für die Mechanisierung wichtiger Zweige der Pflanzenproduktion beim Übergang zu industriemäßigen Produktionsmethoden |                                                                   |
| 1972 ↑ | Klaus Algenstaedt | Direktor | für seinen Anteil an der Erarbeitung der wissenschaftlich-technischen Grundlagen für die Mechanisierung wichtiger Zweige der Pflanzenproduktion beim Übergang zu industriemäßigen Produktionsmethoden |                                                                   |
| 1972 ↑ | Richard Eifler | Abteilungsleiter | für seinen Anteil an der Erarbeitung der wissenschaftlich-technischen Grundlagen für die Mechanisierung wichtiger Zweige der Pflanzenproduktion beim Übergang zu industriemäßigen Produktionsmethoden |                                                                   |
| 1972 ↑ | Friedrich Fay | Werkstattleiter, Außenstelle Abtshagen | für seinen Anteil an der Erarbeitung der wissenschaftlich-technischen Grundlagen für die Mechanisierung wichtiger Zweige der Pflanzenproduktion beim Übergang zu industriemäßigen Produktionsmethoden |                                                                   |
| 1972 ↑ | Manfred Krause | Werkstattleiter | für seinen Anteil an der Erarbeitung der wissenschaftlich-technischen Grundlagen für die Mechanisierung wichtiger Zweige der Pflanzenproduktion beim Übergang zu industriemäßigen Produktionsmethoden |                                                                   |
| 1972 ↑ | Reinhard Liepe | Versuchstechniker | für seinen Anteil an der Erarbeitung der wissenschaftlich-technischen Grundlagen für die Mechanisierung wichtiger Zweige der Pflanzenproduktion beim Übergang zu industriemäßigen Produktionsmethoden |                                                                   |
| 1972 ↑ | Kollektiv Mathematische Modellierung und Optimierung von Adsorptions- und Desorptionsprozessen der AdW                                                                 | Kollektiv Mathematische Modellierung und Optimierung von Adsorptions- und Desorptionsprozessen der AdW                                                                                          | für seine beispielgebenden Leistungen bei der mathematischen Modellierung und Optimierung von modernen Stofftrennverfahren auf der Basis von Adsorptions- und Desorptionsvorgängen |                                                                   |
| 1972 ↑ | Klaus Fiedler | Abteilungsleiter im Zentralinstitut für physikalische Chemie | für seine beispielgebenden Leistungen bei der mathematischen Modellierung und Optimierung von modernen Stofftrennverfahren auf der Basis von Adsorptions- und Desorptionsvorgängen |                                                                   |
| 1972 ↑ | Herbert Gajewski | stellvertretender Abteilungsleiter im Zentralinstitut für Mathematik und Mechanik | für seine beispielgebenden Leistungen bei der mathematischen Modellierung und Optimierung von modernen Stofftrennverfahren auf der Basis von Adsorptions- und Desorptionsvorgängen |                                                                   |
| 1972 ↑ | David Gelbin | Abteilungsleiter im Zentralinstitut für physikalische Chemie | für seine beispielgebenden Leistungen bei der mathematischen Modellierung und Optimierung von modernen Stofftrennverfahren auf der Basis von Adsorptions- und Desorptionsvorgängen |                                                                   |
| 1972 ↑ | Wolfgang Schirmer | Ordentliches Mitglied der AdW und Direktor des Zentralinstituts für physikalische Chemie | für seine beispielgebenden Leistungen bei der mathematischen Modellierung und Optimierung von modernen Stofftrennverfahren auf der Basis von Adsorptions- und Desorptionsvorgängen |                                                                   |
| 1972 ↑ | Karl-Heinz Sichhart | Forschungsgruppenleiter im Zentralinstitut für physikalische Chemie | für seine beispielgebenden Leistungen bei der mathematischen Modellierung und Optimierung von modernen Stofftrennverfahren auf der Basis von Adsorptions- und Desorptionsvorgängen |                                                                   |
| 1972 ↑ | Helmut Stach | Abteilungsleiter im Zentralinstitut für physikalische Chemie | für seine beispielgebenden Leistungen bei der mathematischen Modellierung und Optimierung von modernen Stofftrennverfahren auf der Basis von Adsorptions- und Desorptionsvorgängen |                                                                   |
| 1972 ↑ | Kollektiv Realisierung und Inbetriebnahme des Vorhabens Parex | Kollektiv Realisierung und Inbetriebnahme des Vorhabens Parex | für seinen Anteil an den beispielgebenden Leistungen bei der Projektierung, dem Bau und der Montage sowie im Probebetrieb der Parex-Anlage im VEB PCK Schwedt |                                                                   |
| 1972 ↑ | Manfred Böhm | Schichtleiter im VEB PCK Schwedt | für seinen Anteil an den beispielgebenden Leistungen bei der Projektierung, dem Bau und der Montage sowie im Probebetrieb der Parex-Anlage im VEB PCK Schwedt |                                                                   |
| 1972 ↑ | Fritz Herstel | Obermonteur im VEB Schwermaschinenbau Karl-Liebknecht Magdeburg | für seinen Anteil an den beispielgebenden Leistungen bei der Projektierung, dem Bau und der Montage sowie im Probebetrieb der Parex-Anlage im VEB PCK Schwedt |                                                                   |
| 1972 ↑ | Siegfried Kolpin | Monteur im VEB Schwermaschinenbau Karl-Liebknecht Magdeburg | für seinen Anteil an den beispielgebenden Leistungen bei der Projektierung, dem Bau und der Montage sowie im Probebetrieb der Parex-Anlage im VEB PCK Schwedt |                                                                   |
| 1972 ↑ | Manfred Lübcke | Direktor für Produktion im VEB Ingenieur-Zentralbüro Böhlen, Betriebsteil Schwedt | für seinen Anteil an den beispielgebenden Leistungen bei der Projektierung, dem Bau und der Montage sowie im Probebetrieb der Parex-Anlage im VEB PCK Schwedt |                                                                   |
| 1972 ↑ | Gert Müller | Betriebsingenieur im VEB PCK Schwedt | für seinen Anteil an den beispielgebenden Leistungen bei der Projektierung, dem Bau und der Montage sowie im Probebetrieb der Parex-Anlage im VEB PCK Schwedt |                                                                   |
| 1972 ↑ | Gustav Wagner | Hauptmontageleiter im VEB Schwermaschinenbau Karl-Liebknecht Magdeburg | für seinen Anteil an den beispielgebenden Leistungen bei der Projektierung, dem Bau und der Montage sowie im Probebetrieb der Parex-Anlage im VEB PCK Schwedt |                                                                   |
| 1972 ↑ | Werner Albring | Ordentlicher Professor für Energieumwandlung (Strömungsmechanik) an der Sektion Energieumwandlung der TU Dresden                                                                                | Für seine Verdienste auf dem Gebiet der Strömungslehre und bei der Anwendung strömungstechnischer Ergebnisse in der Volkswirtschaft |                                                                   |
| 1972 ↑ | Herbert Hörz | Ordentlicher Professor für Dialektischen Materialismus und Direktor der Sektion für Marxistisch-Leninistische Philosophie an der HUB                                                            | Für seine Verdienste bei der Erforschung der marxistisch-leninistischen Philosophie, insbesondere der philosophischen Probleme der Naturwissenschaft |                                                                   |
| 1972 ↑ | Kollektiv leitender Wissenschaftskader | Kollektiv leitender Wissenschaftskader | für hervorragende wissenschaftliche und wissenschaftsorganisatorische Leitungen auf dem Gebiet des Leistungssports und der Leistungssportforschung | am 28. Oktober 1972 im Rahmen der Ehrung der Olympiateilnehmer    |
| 1972 ↑ | Günter Erbach | | für hervorragende wissenschaftliche und wissenschaftsorganisatorische Leitungen auf dem Gebiet des Leistungssports und der Leistungssportforschung | am 28. Oktober 1972 im Rahmen der Ehrung der Olympiateilnehmer    |
| 1972 ↑ | Theodor Körner | | für hervorragende wissenschaftliche und wissenschaftsorganisatorische Leitungen auf dem Gebiet des Leistungssports und der Leistungssportforschung | am 28. Oktober 1972 im Rahmen der Ehrung der Olympiateilnehmer    |
| 1972 ↑ | Hans-Günter Rabe | | für hervorragende wissenschaftliche und wissenschaftsorganisatorische Leitungen auf dem Gebiet des Leistungssports und der Leistungssportforschung | am 28. Oktober 1972 im Rahmen der Ehrung der Olympiateilnehmer    |
| 1972 ↑ | Horst Röder | | für hervorragende wissenschaftliche und wissenschaftsorganisatorische Leitungen auf dem Gebiet des Leistungssports und der Leistungssportforschung | am 28. Oktober 1972 im Rahmen der Ehrung der Olympiateilnehmer    |
| 1972 ↑ | Hans Schuster | | für hervorragende wissenschaftliche und wissenschaftsorganisatorische Leitungen auf dem Gebiet des Leistungssports und der Leistungssportforschung | am 28. Oktober 1972 im Rahmen der Ehrung der Olympiateilnehmer    |
| 1973 ↑ | Kollektiv Rationalisierung Bi 58 | Kollektiv Rationalisierung Bi 58 | für seinen Anteil an der komplexen sozialistischen Rationalisierung der großen Dithiophosphorsäureester-Anlage und die dabei erreichten wesentlichen Verbesserungen der Arbeits- und Lebensbedingungen |                                                                   |
| 1973 ↑ | Erwin Armbrüster | Objektverantwortlicher | für seinen Anteil an der komplexen sozialistischen Rationalisierung der großen Dithiophosphorsäureester-Anlage und die dabei erreichten wesentlichen Verbesserungen der Arbeits- und Lebensbedingungen |                                                                   |
| 1973 ↑ | Frank Frotscher | wissenschaftlicher Mitarbeiter | für seinen Anteil an der komplexen sozialistischen Rationalisierung der großen Dithiophosphorsäureester-Anlage und die dabei erreichten wesentlichen Verbesserungen der Arbeits- und Lebensbedingungen |                                                                   |
| 1973 ↑ | Brigitte Gebhardt | Bereichsleiter | für seinen Anteil an der komplexen sozialistischen Rationalisierung der großen Dithiophosphorsäureester-Anlage und die dabei erreichten wesentlichen Verbesserungen der Arbeits- und Lebensbedingungen |                                                                   |
| 1973 ↑ | Albrecht König | Abteilungsleiter | für seinen Anteil an der komplexen sozialistischen Rationalisierung der großen Dithiophosphorsäureester-Anlage und die dabei erreichten wesentlichen Verbesserungen der Arbeits- und Lebensbedingungen |                                                                   |
| 1973 ↑ | Werner Kochmann | Abteilungsleiter Forschung | für seinen Anteil an der komplexen sozialistischen Rationalisierung der großen Dithiophosphorsäureester-Anlage und die dabei erreichten wesentlichen Verbesserungen der Arbeits- und Lebensbedingungen |                                                                   |
| 1973 ↑ | Jürgen Müller | Gruppenleiter | für seinen Anteil an der komplexen sozialistischen Rationalisierung der großen Dithiophosphorsäureester-Anlage und die dabei erreichten wesentlichen Verbesserungen der Arbeits- und Lebensbedingungen |                                                                   |
| 1973 ↑ | Dieter Sass | wissenschaftlicher Mitarbeiter | für seinen Anteil an der komplexen sozialistischen Rationalisierung der großen Dithiophosphorsäureester-Anlage und die dabei erreichten wesentlichen Verbesserungen der Arbeits- und Lebensbedingungen |                                                                   |
| 1973 ↑ | Gerda Wetzke | Bereichsleiter | für seinen Anteil an der komplexen sozialistischen Rationalisierung der großen Dithiophosphorsäureester-Anlage und die dabei erreichten wesentlichen Verbesserungen der Arbeits- und Lebensbedingungen |                                                                   |
| 1973 ↑ | Kollektiv Forschungsgrundlagen und Konzeption für das PENTAKTA-Mikrofilmsystem im VEB Pentacon Dresden                                                                 | Kollektiv Forschungsgrundlagen und Konzeption für das PENTAKTA-Mikrofilmsystem im VEB Pentacon Dresden                                                                                          | für seinen Anteil an der Konzeption Entwicklung und Überleitung des PENTAKTA-Microfilmsystems in die Produktion, das ein in sich geschlossenes Gerätesystem mit überragender Bedeutung für den RGW darstellt |                                                                   |
| 1973 ↑ | Siegfried Böhm | Technischer Direktor | für seinen Anteil an der Konzeption Entwicklung und Überleitung des PENTAKTA-Microfilmsystems in die Produktion, das ein in sich geschlossenes Gerätesystem mit überragender Bedeutung für den RGW darstellt |                                                                   |
| 1973 ↑ | Herbert Hauptvogel | Entwicklungsleiter | für seinen Anteil an der Konzeption Entwicklung und Überleitung des PENTAKTA-Microfilmsystems in die Produktion, das ein in sich geschlossenes Gerätesystem mit überragender Bedeutung für den RGW darstellt |                                                                   |
| 1973 ↑ | Walter Hennig | Abteilungsleiter Konstruktion | für seinen Anteil an der Konzeption Entwicklung und Überleitung des PENTAKTA-Microfilmsystems in die Produktion, das ein in sich geschlossenes Gerätesystem mit überragender Bedeutung für den RGW darstellt |                                                                   |
| 1973 ↑ | Richard Hummel | Hauptabteilungsleiter des Informationszentrums Technik und Wissenschaft | für seinen Anteil an der Konzeption Entwicklung und Überleitung des PENTAKTA-Microfilmsystems in die Produktion, das ein in sich geschlossenes Gerätesystem mit überragender Bedeutung für den RGW darstellt |                                                                   |
| 1973 ↑ | Gerhard Jehmlich | Leiter Forschung Entwicklung | für seinen Anteil an der Konzeption Entwicklung und Überleitung des PENTAKTA-Microfilmsystems in die Produktion, das ein in sich geschlossenes Gerätesystem mit überragender Bedeutung für den RGW darstellt |                                                                   |
| 1973 ↑ | Manfred Reichel | Hauptabteilungsleiter | für seinen Anteil an der Konzeption Entwicklung und Überleitung des PENTAKTA-Microfilmsystems in die Produktion, das ein in sich geschlossenes Gerätesystem mit überragender Bedeutung für den RGW darstellt |                                                                   |
| 1973 ↑ | Entwicklungskollektiv Einheitsreihe von Gießharzstrom- und Spannungswandlern im VEB Transformatoren- und Röntgenwerk „Hermann Matern“ Dresden                          | Entwicklungskollektiv Einheitsreihe von Gießharzstrom- und Spannungswandlern im VEB Transformatoren- und Röntgenwerk „Hermann Matern“ Dresden                                                   | für seinen Anteil an der Entwicklung einer Einheitsreihe von Gießharzstrom- und Spannungswandlern und ihre kurzfristige Überführung in die Produktion |                                                                   |
| 1973 ↑ | Günther Hänsch | Meistervertreter | für seinen Anteil an der Entwicklung einer Einheitsreihe von Gießharzstrom- und Spannungswandlern und ihre kurzfristige Überführung in die Produktion |                                                                   |
| 1973 ↑ | Otto Konitschek | Abteilungsleiter | für seinen Anteil an der Entwicklung einer Einheitsreihe von Gießharzstrom- und Spannungswandlern und ihre kurzfristige Überführung in die Produktion |                                                                   |
| 1973 ↑ | Siegfried Oelschner | Entwicklungsingenieur | für seinen Anteil an der Entwicklung einer Einheitsreihe von Gießharzstrom- und Spannungswandlern und ihre kurzfristige Überführung in die Produktion |                                                                   |
| 1973 ↑ | Frank Schmid | Technischer Leiter im Wandlerbetrieb | für seinen Anteil an der Entwicklung einer Einheitsreihe von Gießharzstrom- und Spannungswandlern und ihre kurzfristige Überführung in die Produktion |                                                                   |
| 1973 ↑ | Rolf Tzscheutschler | Technischer Direktor | für seinen Anteil an der Entwicklung einer Einheitsreihe von Gießharzstrom- und Spannungswandlern und ihre kurzfristige Überführung in die Produktion |                                                                   |
| 1973 ↑ | Dieter Vogel | Fertigungsingenieur | für seinen Anteil an der Entwicklung einer Einheitsreihe von Gießharzstrom- und Spannungswandlern und ihre kurzfristige Überführung in die Produktion |                                                                   |
| 1973 ↑ | Kollektiv der Haupterzeugnisgruppe Walzwerkausrüstungen des VEB Schwermaschinenbau-Kombinat „Ernst Thälmann“ Magdeburg                                                 | Kollektiv der Haupterzeugnisgruppe Walzwerkausrüstungen des VEB Schwermaschinenbau-Kombinat „Ernst Thälmann“ Magdeburg                                                                          | für seinen Anteil an der Entwicklung leistungsfähiger Walzwerkausrüstungen |                                                                   |
| 1973 ↑ | Hans Becker | Ordentlicher Professor für Anlagen und Automatisierung in der Schwerindustrie der TH Otto von Guericke Magdeburg                                                                                | für seinen Anteil an der Entwicklung leistungsfähiger Walzwerkausrüstungen |                                                                   |
| 1973 ↑ | Hans-Georg Kühne | Abteilungsleiter Technik für Walzwerkausrüstungen des VEB Schwermaschinenbau-Kombinat Ernst Thälmann Magdeburg                                                                                  | für seinen Anteil an der Entwicklung leistungsfähiger Walzwerkausrüstungen |                                                                   |
| 1973 ↑ | Hans-Kurt Müller | Direktor für Wissenschaft und Technik des VEB Schwermaschinenbau-Kombinat Ernst Thälmann Magdeburg                                                                                              | für seinen Anteil an der Entwicklung leistungsfähiger Walzwerkausrüstungen |                                                                   |
| 1973 ↑ | Eberhard Otto | Entwicklungsleiter Kaltwalzwerke des VEB Schwermaschinenbau-Kombinat Ernst Thälmann Magdeburg                                                                                                   | für seinen Anteil an der Entwicklung leistungsfähiger Walzwerkausrüstungen |                                                                   |
| 1973 ↑ | Dieter Schube | Abteilungsleiter Forschung Walzwerke des VEB Schwermaschinenbau-Kombinat Ernst Thälmann Magdeburg                                                                                               | für seinen Anteil an der Entwicklung leistungsfähiger Walzwerkausrüstungen |                                                                   |
| 1973 ↑ | Paul Schümichen | Meister der Montageabteilung des VEB Schwermaschinenbau-Kombinat Ernst Thälmann Magdeburg | für seinen Anteil an der Entwicklung leistungsfähiger Walzwerkausrüstungen |                                                                   |
| 1973 ↑ | Kollektiv „Einführung des Breitbandgießwalzens von Aluminium“ | Kollektiv „Einführung des Breitbandgießwalzens von Aluminium“ | für seinen Anteil an der Überleitung des Breitbandgießwalzens von Aluminium in die Produktion sowie seine Weiterentwicklung und Anpassung an die für die verschiedenen Einsatzgebiete von Aluminiumband bestehenden Qualitätsanforderungen                                                                                 |                                                                   |
| 1973 ↑ | Kurt Ballin | Gießer im VEB Leichtmetallwerk Nachterstedt | für seinen Anteil an der Überleitung des Breitbandgießwalzens von Aluminium in die Produktion sowie seine Weiterentwicklung und Anpassung an die für die verschiedenen Einsatzgebiete von Aluminiumband bestehenden Qualitätsanforderungen                                                                                 |                                                                   |
| 1973 ↑ | Klaus-Christian Fischer | Direktor für Technik im VEB Leichtmetallwerk Nachterstedt | für seinen Anteil an der Überleitung des Breitbandgießwalzens von Aluminium in die Produktion sowie seine Weiterentwicklung und Anpassung an die für die verschiedenen Einsatzgebiete von Aluminiumband bestehenden Qualitätsanforderungen                                                                                 |                                                                   |
| 1973 ↑ | Kurt Kühne | Direktor für Produktion im VEB Leichtmetallwerk Nachterstedt | für seinen Anteil an der Überleitung des Breitbandgießwalzens von Aluminium in die Produktion sowie seine Weiterentwicklung und Anpassung an die für die verschiedenen Einsatzgebiete von Aluminiumband bestehenden Qualitätsanforderungen                                                                                 |                                                                   |
| 1973 ↑ | Zolak Kiropowitsch Minassjan | Kanas Jerewan | für seinen Anteil an der Überleitung des Breitbandgießwalzens von Aluminium in die Produktion sowie seine Weiterentwicklung und Anpassung an die für die verschiedenen Einsatzgebiete von Aluminiumband bestehenden Qualitätsanforderungen                                                                                 |                                                                   |
| 1973 ↑ | Arschak Jefremowitsch Mkrtschjan | Kanas Jerewan | für seinen Anteil an der Überleitung des Breitbandgießwalzens von Aluminium in die Produktion sowie seine Weiterentwicklung und Anpassung an die für die verschiedenen Einsatzgebiete von Aluminiumband bestehenden Qualitätsanforderungen                                                                                 |                                                                   |
| 1973 ↑ | Pawel Iljitsch Sofinskij | Wniimetmasch Moskau | für seinen Anteil an der Überleitung des Breitbandgießwalzens von Aluminium in die Produktion sowie seine Weiterentwicklung und Anpassung an die für die verschiedenen Einsatzgebiete von Aluminiumband bestehenden Qualitätsanforderungen                                                                                 |                                                                   |
| 1973 ↑ | Wladimir Abramowitsch Tschebotarjew | Wniimetmasch Moskau | für seinen Anteil an der Überleitung des Breitbandgießwalzens von Aluminium in die Produktion sowie seine Weiterentwicklung und Anpassung an die für die verschiedenen Einsatzgebiete von Aluminiumband bestehenden Qualitätsanforderungen                                                                                 |                                                                   |
| 1973 ↑ | Hermann Tugendheim | 1. Gießer im VEB Leichtmetallwerk Nachterstedt | für seinen Anteil an der Überleitung des Breitbandgießwalzens von Aluminium in die Produktion sowie seine Weiterentwicklung und Anpassung an die für die verschiedenen Einsatzgebiete von Aluminiumband bestehenden Qualitätsanforderungen                                                                                 |                                                                   |
| 1973 ↑ | Kollektiv Komplexe sozialistische Rationalisierung zur Errichtung der Polyesterseidenanlage des VEB Chemiefaserwerk Wilhelm-Pieck-Stadt Guben                          | Kollektiv Komplexe sozialistische Rationalisierung zur Errichtung der Polyesterseidenanlage des VEB Chemiefaserwerk Wilhelm-Pieck-Stadt Guben                                                   | für seinen Anteil an der Vorbereitung und Durchführung der komplexen sozialistischen Rationalisierung des Feinseidenbetriebes im VEB Chemiefaserwerk Wilhelm-Pieck-Stadt Guben |                                                                   |
| 1973 ↑ | Gerhard Buschmann | Hauptabteilungsleiter Technische Forschung | für seinen Anteil an der Vorbereitung und Durchführung der komplexen sozialistischen Rationalisierung des Feinseidenbetriebes im VEB Chemiefaserwerk Wilhelm-Pieck-Stadt Guben |                                                                   |
| 1973 ↑ | Ehrenfried Gruner | Leiter der Abteilung Verfahrenstechnik | für seinen Anteil an der Vorbereitung und Durchführung der komplexen sozialistischen Rationalisierung des Feinseidenbetriebes im VEB Chemiefaserwerk Wilhelm-Pieck-Stadt Guben |                                                                   |
| 1973 ↑ | Reinhold Kleeschätzky | Abteilungsleiter der Spinnerei | für seinen Anteil an der Vorbereitung und Durchführung der komplexen sozialistischen Rationalisierung des Feinseidenbetriebes im VEB Chemiefaserwerk Wilhelm-Pieck-Stadt Guben |                                                                   |
| 1973 ↑ | Frank Schneider | Werkdirektor | für seinen Anteil an der Vorbereitung und Durchführung der komplexen sozialistischen Rationalisierung des Feinseidenbetriebes im VEB Chemiefaserwerk Wilhelm-Pieck-Stadt Guben |                                                                   |
| 1973 ↑ | Klaus Seydewitz | Steuermann Betriebsleiter Feinseide | für seinen Anteil an der Vorbereitung und Durchführung der komplexen sozialistischen Rationalisierung des Feinseidenbetriebes im VEB Chemiefaserwerk Wilhelm-Pieck-Stadt Guben |                                                                   |
| 1973 ↑ | Kollektiv für die Entwicklung und Erprobung eines Verfahrens zur kontinuierlichen Herstellung von Spiritus aus stärkehaltigen Rohstoffen                               | Kollektiv für die Entwicklung und Erprobung eines Verfahrens zur kontinuierlichen Herstellung von Spiritus aus stärkehaltigen Rohstoffen                                                        | für seinen Anteil bei der Entwicklung, Erprobung und Einführung eines Verfahrens zur kontinuierlichen Herstellung von Spiritus aus stärkehaltigen Rohstoffen |                                                                   |
| 1973 ↑ | Hanna Erlmeier | Werkdirektor des VEB Nordbrand Nordhausen | für seinen Anteil bei der Entwicklung, Erprobung und Einführung eines Verfahrens zur kontinuierlichen Herstellung von Spiritus aus stärkehaltigen Rohstoffen |                                                                   |
| 1973 ↑ | Werner Freyberg | Technischer Direktor im VEB Nordbrand Nordhausen | für seinen Anteil bei der Entwicklung, Erprobung und Einführung eines Verfahrens zur kontinuierlichen Herstellung von Spiritus aus stärkehaltigen Rohstoffen |                                                                   |
| 1973 ↑ | Hans-Ulrich Laatsch | Stellvertretender Leiter der Abteilung Chemische Technologie des Forschungsinstituts für die Gärungsindustrie, Enzymologie und technische Mikrobiologie                                         | für seinen Anteil bei der Entwicklung, Erprobung und Einführung eines Verfahrens zur kontinuierlichen Herstellung von Spiritus aus stärkehaltigen Rohstoffen |                                                                   |
| 1973 ↑ | Peter Möbius | Verfahrens-Ingenieur im VEB Kombinat Maschinen- und Chemieausrüstungen Grimma | für seinen Anteil bei der Entwicklung, Erprobung und Einführung eines Verfahrens zur kontinuierlichen Herstellung von Spiritus aus stärkehaltigen Rohstoffen |                                                                   |
| 1973 ↑ | Klaus Sattelberg | Wissenschaftlicher Mitarbeiter im Forschungsinstitut für die Gärungsindustrie, Enzymologie und technische Mikrobiologie                                                                         | für seinen Anteil bei der Entwicklung, Erprobung und Einführung eines Verfahrens zur kontinuierlichen Herstellung von Spiritus aus stärkehaltigen Rohstoffen |                                                                   |
| 1973 ↑ | Heinz Schiller | Hauptingenieur im VEB Kombinat Maschinen- und Chemieausrüstungen Grimma | für seinen Anteil bei der Entwicklung, Erprobung und Einführung eines Verfahrens zur kontinuierlichen Herstellung von Spiritus aus stärkehaltigen Rohstoffen |                                                                   |
| 1973 ↑ | Kollektiv des VEG (Z) Tierzucht Groß Stieten für den Aufbau und die Inbetriebnahme der industriemäßigen Schweinezuchtanlage Losten                                     | Kollektiv des VEG (Z) Tierzucht Groß Stieten für den Aufbau und die Inbetriebnahme der industriemäßigen Schweinezuchtanlage Losten                                                              | für seinen Anteil an der Vorbereitung, Entwicklung und erfolgreichen Inbetriebnahme einer Großanlage der Schweinezüchtung als Zucht- und Reproduktionszentrum der industriemäßigen Schweineproduktion |                                                                   |
| 1973 ↑ | Hans-Georg Englisch | Abteilungsleiter in der Forschungsstelle für Schweinezucht Ruhlsdorf | für seinen Anteil an der Vorbereitung, Entwicklung und erfolgreichen Inbetriebnahme einer Großanlage der Schweinezüchtung als Zucht- und Reproduktionszentrum der industriemäßigen Schweineproduktion |                                                                   |
| 1973 ↑ | Annerose Hartig | Jungbrigadier in der Abteilung Abferkelung der Schweinzuchtanlage Losten | für seinen Anteil an der Vorbereitung, Entwicklung und erfolgreichen Inbetriebnahme einer Großanlage der Schweinezüchtung als Zucht- und Reproduktionszentrum der industriemäßigen Schweineproduktion |                                                                   |
| 1973 ↑ | Lothar Schröder | Leiter der Abteilung Fortpflanzung der Schweinzuchtanlage Losten | für seinen Anteil an der Vorbereitung, Entwicklung und erfolgreichen Inbetriebnahme einer Großanlage der Schweinezüchtung als Zucht- und Reproduktionszentrum der industriemäßigen Schweineproduktion |                                                                   |
| 1973 ↑ | Dieter Senst | Investbauleiter des VEG (Z) Tierzucht Groß Stieten | für seinen Anteil an der Vorbereitung, Entwicklung und erfolgreichen Inbetriebnahme einer Großanlage der Schweinezüchtung als Zucht- und Reproduktionszentrum der industriemäßigen Schweineproduktion |                                                                   |
| 1973 ↑ | Erich Tack | Direktor des VEG (Z) Tierzucht Groß Stieten | für seinen Anteil an der Vorbereitung, Entwicklung und erfolgreichen Inbetriebnahme einer Großanlage der Schweinezüchtung als Zucht- und Reproduktionszentrum der industriemäßigen Schweineproduktion |                                                                   |
| 1973 ↑ | Annemarie Wulf | Meister in der Abteilung Abferkelung der Schweinzuchtanlage Losten | für seinen Anteil an der Vorbereitung, Entwicklung und erfolgreichen Inbetriebnahme einer Großanlage der Schweinezüchtung als Zucht- und Reproduktionszentrum der industriemäßigen Schweineproduktion |                                                                   |
| 1973 ↑ | Helmut Böhme | Direktor des Zentralinstituts für Genetik und Kulturpflanzenforschung der AdW, Ordentliches Mitglied der AdW                                                                                    | Für seine international anerkannten Arbeiten auf dem Gebiet der Genetik und für die Förderung der biologischen Grundlagenforschung |                                                                   |
| 1973 ↑ | Walter Kirsche | Ordentlicher Professor für Anatomie Bereich Medizin Charité der HUB | Für seine pädagogischen und wissenschaftlichen Leistungen, insbesondere für seine Arbeiten zur Erforschung der Feinstruktur der Hirnzellen und ihrer synaptischen Verbindungen |                                                                   |
| 1974 ↑ | Kollektiv „Entwicklung und Produktion von Getriebemotoren“ im VEB Elektromotorenwerke Thurm                                                                            | Kollektiv „Entwicklung und Produktion von Getriebemotoren“ im VEB Elektromotorenwerke Thurm | Für seinen Anteil an der Entwicklung und Produktion einer Typenreihe von Getriebemotoren |                                                                   |
| 1974 ↑ | Otto-Wilhelm Natkowski | Gruppenleiter | Für seinen Anteil an der Entwicklung und Produktion einer Typenreihe von Getriebemotoren |                                                                   |
| 1974 ↑ | Volkhard Pilz | Technologe | Für seinen Anteil an der Entwicklung und Produktion einer Typenreihe von Getriebemotoren |                                                                   |
| 1974 ↑ | Günter Schildt | Zerspanungsfacharbeiter, Werk Schneeberg | Für seinen Anteil an der Entwicklung und Produktion einer Typenreihe von Getriebemotoren |                                                                   |
| 1974 ↑ | Eberhard Siebdrath | Betriebsdirektor | Für seinen Anteil an der Entwicklung und Produktion einer Typenreihe von Getriebemotoren |                                                                   |
| 1974 ↑ | Kurt Varges | Werkleiter, Werk Schneeberg | Für seinen Anteil an der Entwicklung und Produktion einer Typenreihe von Getriebemotoren |                                                                   |
| 1974 ↑ | Kollektiv „Entwicklung, Fertigung, Montage und Inbetriebnahme des Abraumförderbrückenkomplexes für 60 m Abtraghöhe“ im Tagebau Welzow-Süd                              | Kollektiv „Entwicklung, Fertigung, Montage und Inbetriebnahme des Abraumförderbrückenkomplexes für 60 m Abtraghöhe“ im Tagebau Welzow-Süd                                                       | Für seinen Anteil bei der Entwicklung, Fertigung, Montage und Inbetriebnahme der 60-m-Abraumförderbrücke für große Abraummächtigkeiten im Tagebau Welzow-Süd |                                                                   |
| 1974 ↑ | Horst Buge | Abteilungsleiter Konstruktion im VEB Schwermaschinenbau „Georgi Dimitroff“ Magdeburg-Buckau | Für seinen Anteil bei der Entwicklung, Fertigung, Montage und Inbetriebnahme der 60-m-Abraumförderbrücke für große Abraummächtigkeiten im Tagebau Welzow-Süd |                                                                   |
| 1974 ↑ | Reinhard Dietrich | Brückenbetriebsleiter im VEB Gaskombinat Schwarze Pumpe | Für seinen Anteil bei der Entwicklung, Fertigung, Montage und Inbetriebnahme der 60-m-Abraumförderbrücke für große Abraummächtigkeiten im Tagebau Welzow-Süd |                                                                   |
| 1974 ↑ | Gerhard Kürfke | Maschinenschlosser im VEB Schwermaschinenbau „Georgi Dimitroff“ Magdeburg-Buckau | Für seinen Anteil bei der Entwicklung, Fertigung, Montage und Inbetriebnahme der 60-m-Abraumförderbrücke für große Abraummächtigkeiten im Tagebau Welzow-Süd |                                                                   |
| 1974 ↑ | Rolf Müller | Technischer Direktor im VEB Schwermaschinenbau Lauchhammerwerk | Für seinen Anteil bei der Entwicklung, Fertigung, Montage und Inbetriebnahme der 60-m-Abraumförderbrücke für große Abraummächtigkeiten im Tagebau Welzow-Süd |                                                                   |
| 1974 ↑ | Helmut Nadeborn | Abteilungsleiter im VEB Rationalisierung der VVB Braunkohle | Für seinen Anteil bei der Entwicklung, Fertigung, Montage und Inbetriebnahme der 60-m-Abraumförderbrücke für große Abraummächtigkeiten im Tagebau Welzow-Süd |                                                                   |
| 1974 ↑ | Werner Pettke | Montagemeister im VEB Schwermaschinenbau Lauchhammerwerk | Für seinen Anteil bei der Entwicklung, Fertigung, Montage und Inbetriebnahme der 60-m-Abraumförderbrücke für große Abraummächtigkeiten im Tagebau Welzow-Süd |                                                                   |
| 1974 ↑ | Entwicklungskollektiv „Großteilebearbeitungsmaschinen“ | Entwicklungskollektiv „Großteilebearbeitungsmaschinen“ | Für seinen Anteil an der Entwicklung, dem Bau und dem Industrieeinsatz einer Baureihe hochproduktiver und hochgenauer Großteilebearbeitungsmaschinen |                                                                   |
| 1974 ↑ | Joachim Graetz | Abteilungsleiter im VEB Werkzeugmaschinenfabrik Aschersleben | Für seinen Anteil an der Entwicklung, dem Bau und dem Industrieeinsatz einer Baureihe hochproduktiver und hochgenauer Großteilebearbeitungsmaschinen |                                                                   |
| 1974 ↑ | Wilfried Helmecke | Hauptabteilungsleiter im VEB Werkzeugmaschinenfabrik Aschersleben | Für seinen Anteil an der Entwicklung, dem Bau und dem Industrieeinsatz einer Baureihe hochproduktiver und hochgenauer Großteilebearbeitungsmaschinen |                                                                   |
| 1974 ↑ | Alfred Pillen | Direktor für Forschung und Entwicklung im VEB Werkzeugmaschinenfabrik Aschersleben | Für seinen Anteil an der Entwicklung, dem Bau und dem Industrieeinsatz einer Baureihe hochproduktiver und hochgenauer Großteilebearbeitungsmaschinen |                                                                   |
| 1974 ↑ | Rudolf Scholz | Monteur im Versuchsfeld des VEB Werkzeugmaschinenfabrik Aschersleben | Für seinen Anteil an der Entwicklung, dem Bau und dem Industrieeinsatz einer Baureihe hochproduktiver und hochgenauer Großteilebearbeitungsmaschinen |                                                                   |
| 1974 ↑ | Joachim Strunck | wissenschaftlich-technischer Mitarbeiter im Forschungszentrum des Werkzeugmaschinenbaues im VEB Werkzeugmaschinenkombinat „Fritz Heckert“ Karl-Marx-Stadt                                       | Für seinen Anteil an der Entwicklung, dem Bau und dem Industrieeinsatz einer Baureihe hochproduktiver und hochgenauer Großteilebearbeitungsmaschinen |                                                                   |
| 1974 ↑ | Harry Tauber | Hauptabteilungsleiter im Forschungszentrum des Werkzeugmaschinenbaues im VEB Werkzeugmaschinenkombinat „Fritz Heckert“ Karl-Marx-Stadt                                                          | Für seinen Anteil an der Entwicklung, dem Bau und dem Industrieeinsatz einer Baureihe hochproduktiver und hochgenauer Großteilebearbeitungsmaschinen |                                                                   |
| 1974 ↑ | Einsatzkollektiv „Maschinensystem FZ 200“ | Einsatzkollektiv „Maschinensystem FZ 200“ | Für seinen Anteil an der Entwicklung eines hocheffektiven, anpassungsfähigen, stufenweise automatisierbaren Maschinensystems zur zentralen Fertigung von Zahnrädern |                                                                   |
| 1974 ↑ | Gerhard Brandner | Leiter der Abteilung „Maschinensysteme ROTAv“ im Forschungszentrum des Werkzeugmaschinenbaues Karl-Marx-Stadt                                                                                   | Für seinen Anteil an der Entwicklung eines hocheffektiven, anpassungsfähigen, stufenweise automatisierbaren Maschinensystems zur zentralen Fertigung von Zahnrädern |                                                                   |
| 1974 ↑ | Jürgen Graßhoff | Hauptdispatcher im VEB Werkzeugmaschinenfabrik „Hermann Matern“ Magdeburg, BT Zerbst | Für seinen Anteil an der Entwicklung eines hocheffektiven, anpassungsfähigen, stufenweise automatisierbaren Maschinensystems zur zentralen Fertigung von Zahnrädern |                                                                   |
| 1974 ↑ | Walter Köhler | Monteur im VEB Zahnschneidmaschinenfabrik Modul Karl-Marx-Stadt | Für seinen Anteil an der Entwicklung eines hocheffektiven, anpassungsfähigen, stufenweise automatisierbaren Maschinensystems zur zentralen Fertigung von Zahnrädern |                                                                   |
| 1974 ↑ | Manfred Peschel | stellvertretender Auftragsleiter für Maschinensysteme und Abteilungsleiter EBM im VEB WMK „7. Oktober“ Berlin                                                                                   | Für seinen Anteil an der Entwicklung eines hocheffektiven, anpassungsfähigen, stufenweise automatisierbaren Maschinensystems zur zentralen Fertigung von Zahnrädern |                                                                   |
| 1974 ↑ | Hans-Dieter Rietzel | Auftragsleiter „Maschinensystem FZ 200“ im VEB WMK „7. Oktober“ Berlin | Für seinen Anteil an der Entwicklung eines hocheffektiven, anpassungsfähigen, stufenweise automatisierbaren Maschinensystems zur zentralen Fertigung von Zahnrädern |                                                                   |
| 1974 ↑ | Karl-Heina Willig | Entwicklungsleiter im Forschungszentrum des Werkzeugmaschinenbaues Karl-Marx-Stadt | Für seinen Anteil an der Entwicklung eines hocheffektiven, anpassungsfähigen, stufenweise automatisierbaren Maschinensystems zur zentralen Fertigung von Zahnrädern |                                                                   |
| 1974 ↑ | Kollektiv „Automatische Bodenschweißstraße“ im VEB Sachsenring Automobilwerke Zwickau                                                                                  | Kollektiv „Automatische Bodenschweißstraße“ im VEB Sachsenring Automobilwerke Zwickau | Für seinen Anteil an der kurzfristigen und effektiven Entwicklung, dem Bau und der Erprobung einer automatischen Bodenschweißstraße für den PKW Trabant 601 |                                                                   |
| 1974 ↑ | Heini Gremmelspacher | Gruppenleiter | Für seinen Anteil an der kurzfristigen und effektiven Entwicklung, dem Bau und der Erprobung einer automatischen Bodenschweißstraße für den PKW Trabant 601 |                                                                   |
| 1974 ↑ | Joachim Hacker | Werkzeugmacher | Für seinen Anteil an der kurzfristigen und effektiven Entwicklung, dem Bau und der Erprobung einer automatischen Bodenschweißstraße für den PKW Trabant 601 |                                                                   |
| 1974 ↑ | Günter Hipp | Direktor für Technik | Für seinen Anteil an der kurzfristigen und effektiven Entwicklung, dem Bau und der Erprobung einer automatischen Bodenschweißstraße für den PKW Trabant 601 |                                                                   |
| 1974 ↑ | Werner Lang | Hauptkonstrukteur | Für seinen Anteil an der kurzfristigen und effektiven Entwicklung, dem Bau und der Erprobung einer automatischen Bodenschweißstraße für den PKW Trabant 601 |                                                                   |
| 1974 ↑ | Dieter Ruddigkeit | Gruppenleiter | Für seinen Anteil an der kurzfristigen und effektiven Entwicklung, dem Bau und der Erprobung einer automatischen Bodenschweißstraße für den PKW Trabant 601 |                                                                   |
| 1974 ↑ | Johannes Unger | Betriebsmittelkonstrukteur | Für seinen Anteil an der kurzfristigen und effektiven Entwicklung, dem Bau und der Erprobung einer automatischen Bodenschweißstraße für den PKW Trabant 601 |                                                                   |
| 1974 ↑ | Kollektiv „Forschung, Entwicklung, Projektierung, Konstruktion sowie Fertigung und Inbetriebnahme hochleistungsfähiger Zementanlagen“                                  | Kollektiv „Forschung, Entwicklung, Projektierung, Konstruktion sowie Fertigung und Inbetriebnahme hochleistungsfähiger Zementanlagen“                                                           | Für seinen Anteil an der Entwicklung und Einführung von Zementanlagen zur Herstellung von Zementklinkern nach dem Trockenverfahren |                                                                   |
| 1974 ↑ | Gerhard Berthold | Brenninspektor im VEB Zementanlagenbau Dessau | Für seinen Anteil an der Entwicklung und Einführung von Zementanlagen zur Herstellung von Zementklinkern nach dem Trockenverfahren |                                                                   |
| 1974 ↑ | Fritz Feige | Hauptabteilungsleiter Forschung und Entwicklung im VEB Zementanlagenbau Dessau | Für seinen Anteil an der Entwicklung und Einführung von Zementanlagen zur Herstellung von Zementklinkern nach dem Trockenverfahren |                                                                   |
| 1974 ↑ | Georg Fritsche | Betriebsdirektor des VEB Zementwerke Bernburg | Für seinen Anteil an der Entwicklung und Einführung von Zementanlagen zur Herstellung von Zementklinkern nach dem Trockenverfahren |                                                                   |
| 1974 ↑ | Dieter Hoppe | Hauptkonstrukteur im VEB Zementanlagenbau Dessau | Für seinen Anteil an der Entwicklung und Einführung von Zementanlagen zur Herstellung von Zementklinkern nach dem Trockenverfahren |                                                                   |
| 1974 ↑ | Wolfgang Morgenstern | Gruppenleiter im Institut für Maschinenwesen Weimar des VEB Zementanlagenbau Dessau | Für seinen Anteil an der Entwicklung und Einführung von Zementanlagen zur Herstellung von Zementklinkern nach dem Trockenverfahren |                                                                   |
| 1974 ↑ | Gerhard Teichler | Direktor für Wissenschaft und Technik im VEB Zementanlagenbau Dessau | Für seinen Anteil an der Entwicklung und Einführung von Zementanlagen zur Herstellung von Zementklinkern nach dem Trockenverfahren |                                                                   |
| 1974 ↑ | Hans Zabel | Gruppenleiter im VEB Zementanlagenbau Dessau | |                                                                   |
| 1974 ↑ | Kollektiv von Spezialisten aus der DDR und der UdSSR (Vereinigte Arbeitsgruppe I)                                                                                      | Kollektiv von Spezialisten aus der DDR und der UdSSR (Vereinigte Arbeitsgruppe I) | Für seinen Anteil an der in sozialistischer Gemeinschaftsarbeit erfolgten Entwicklung eines kontinuierlichen Verfahrens zur Herstellung von Polyesterfaserstoffen |                                                                   |
| 1974 ↑ | Dieter Häusler | Montageleiter im Chemiefaserkombinat Mogiljow | Für seinen Anteil an der in sozialistischer Gemeinschaftsarbeit erfolgten Entwicklung eines kontinuierlichen Verfahrens zur Herstellung von Polyesterfaserstoffen |                                                                   |
| 1974 ↑ | Siegfried Langner | Mitarbeiter der Vereinigten Arbeitsgruppe I | Für seinen Anteil an der in sozialistischer Gemeinschaftsarbeit erfolgten Entwicklung eines kontinuierlichen Verfahrens zur Herstellung von Polyesterfaserstoffen |                                                                   |
| 1974 ↑ | Günter Lemke | Mitarbeiter der Vereinigten Arbeitsgruppe I | Für seinen Anteil an der in sozialistischer Gemeinschaftsarbeit erfolgten Entwicklung eines kontinuierlichen Verfahrens zur Herstellung von Polyesterfaserstoffen |                                                                   |
| 1974 ↑ | Boris Wladimirowitsch-Petuchow (Bürger der UdSSR) | Stellvertreter des Direktors für Wissenschaft im Allunions-Forschungs-Institut für Synthetische Fasern                                                                                          | Für seinen Anteil an der in sozialistischer Gemeinschaftsarbeit erfolgten Entwicklung eines kontinuierlichen Verfahrens zur Herstellung von Polyesterfaserstoffen |                                                                   |
| 1974 ↑ | Wladimir Maximowitsch Pschenizin (Bürger der UdSSR) | Leiter der Stapelfaserproduktion im Mogiljower Synthesefaserkombinat | Für seinen Anteil an der in sozialistischer Gemeinschaftsarbeit erfolgten Entwicklung eines kontinuierlichen Verfahrens zur Herstellung von Polyesterfaserstoffen |                                                                   |
| 1974 ↑ | Wolf Sattler | Direktor für Forschung im VEB Chemiefaserkombinat Schwarza | Für seinen Anteil an der in sozialistischer Gemeinschaftsarbeit erfolgten Entwicklung eines kontinuierlichen Verfahrens zur Herstellung von Polyesterfaserstoffen |                                                                   |
| 1974 ↑ | Günter Steiner | Mitarbeiter der Vereinigten Arbeitsgruppe I | Für seinen Anteil an der in sozialistischer Gemeinschaftsarbeit erfolgten Entwicklung eines kontinuierlichen Verfahrens zur Herstellung von Polyesterfaserstoffen |                                                                   |
| 1974 ↑ | Rolf Steinert | stellvertretender Auftragsleiter | Für seinen Anteil an der in sozialistischer Gemeinschaftsarbeit erfolgten Entwicklung eines kontinuierlichen Verfahrens zur Herstellung von Polyesterfaserstoffen |                                                                   |
| 1974 ↑ | Kollektiv von Spezialisten aus der DDR und der UdSSR (Vereinigte Arbeitsgruppe II)                                                                                     | Kollektiv von Spezialisten aus der DDR und der UdSSR (Vereinigte Arbeitsgruppe II) | Für seinen Anteil an der in sozialistischer Gemeinschaftsarbeit erfolgten Entwicklung eines kontinuierlichen chemischen Verfahrens und der Spinn-Reck-Winde-Technologie zur Herstellung von Polyamidseide |                                                                   |
| 1974 ↑ | Wassili Alexejewitsch Alexejew, (Bürger der UdSSR) | Direktor des Chemiefaserkombinates Klin, UdSSR | Für seinen Anteil an der in sozialistischer Gemeinschaftsarbeit erfolgten Entwicklung eines kontinuierlichen chemischen Verfahrens und der Spinn-Reck-Winde-Technologie zur Herstellung von Polyamidseide |                                                                   |
| 1974 ↑ | Wladimir Michailowitsch Charitonow, (Bürger der UdSSR) | Stellvertreter des Direktors für Wissenschaft im Allunions-Forschungs-Institut für Synthetische Fasern                                                                                          | Für seinen Anteil an der in sozialistischer Gemeinschaftsarbeit erfolgten Entwicklung eines kontinuierlichen chemischen Verfahrens und der Spinn-Reck-Winde-Technologie zur Herstellung von Polyamidseide |                                                                   |
| 1974 ↑ | August Alexandrowitsdr Dubynin, (Bürger der UdSSR) | Leiter des sowjetischen Spezialistenkollektivs im VEB Chemiefaserkombinat Schwarza | Für seinen Anteil an der in sozialistischer Gemeinschaftsarbeit erfolgten Entwicklung eines kontinuierlichen chemischen Verfahrens und der Spinn-Reck-Winde-Technologie zur Herstellung von Polyamidseide |                                                                   |
| 1974 ↑ | Gerhardt Hoffmann | Direktor für Forschung und Entwicklung im VEB Inducal Göllingen | Für seinen Anteil an der in sozialistischer Gemeinschaftsarbeit erfolgten Entwicklung eines kontinuierlichen chemischen Verfahrens und der Spinn-Reck-Winde-Technologie zur Herstellung von Polyamidseide |                                                                   |
| 1974 ↑ | Ernst Klein | Technologe | Für seinen Anteil an der in sozialistischer Gemeinschaftsarbeit erfolgten Entwicklung eines kontinuierlichen chemischen Verfahrens und der Spinn-Reck-Winde-Technologie zur Herstellung von Polyamidseide |                                                                   |
| 1974 ↑ | Karl Krause | Hauptabteilungsleiter Konstruktion im VEB Spinn- und Zwirnereimaschinenbau, Karl-Marx-Stadt | Für seinen Anteil an der in sozialistischer Gemeinschaftsarbeit erfolgten Entwicklung eines kontinuierlichen chemischen Verfahrens und der Spinn-Reck-Winde-Technologie zur Herstellung von Polyamidseide |                                                                   |
| 1974 ↑ | Peter Märker | Leiter der DDR-Spezialistengruppe in Klin UdSSR | Für seinen Anteil an der in sozialistischer Gemeinschaftsarbeit erfolgten Entwicklung eines kontinuierlichen chemischen Verfahrens und der Spinn-Reck-Winde-Technologie zur Herstellung von Polyamidseide |                                                                   |
| 1974 ↑ | Lutz Peuker | Mitarbeiter der Vereinigten Arbeitsgruppe II | Für seinen Anteil an der in sozialistischer Gemeinschaftsarbeit erfolgten Entwicklung eines kontinuierlichen chemischen Verfahrens und der Spinn-Reck-Winde-Technologie zur Herstellung von Polyamidseide |                                                                   |
| 1974 ↑ | Wendelin Weiß | Auftragsleiter | Für seinen Anteil an der in sozialistischer Gemeinschaftsarbeit erfolgten Entwicklung eines kontinuierlichen chemischen Verfahrens und der Spinn-Reck-Winde-Technologie zur Herstellung von Polyamidseide |                                                                   |
| 1974 ↑ | Kollektiv von Wissenschaftlern und Praktikern der Rinderzucht | Kollektiv von Wissenschaftlern und Praktikern der Rinderzucht | Für seinen Anteil an der Züchtung der Rasse Schwarzbuntes Milchrind der DDR |                                                                   |
| 1974 ↑ | Manfred Jahne | Leiter der Milchviehanlage Dedelow | Für seinen Anteil an der Züchtung der Rasse Schwarzbuntes Milchrind der DDR |                                                                   |
| 1974 ↑ | Gundula Kummer | Abteilungsleiter im VEG (Z) Tierzucht Herzberg | Für seinen Anteil an der Züchtung der Rasse Schwarzbuntes Milchrind der DDR |                                                                   |
| 1974 ↑ | Georg Schönmuth | Ordentlicher Professor und Lehrstuhlleiter an der Sektion Tierproduktion und Veterinärmedizin der HU Berlin                                                                                     | Für seinen Anteil an der Züchtung der Rasse Schwarzbuntes Milchrind der DDR |                                                                   |
| 1974 ↑ | Siegfried Zelfel | Abteilungsleiter Rinderzucht der WB Tierzucht | Für seinen Anteil an der Züchtung der Rasse Schwarzbuntes Milchrind der DDR |                                                                   |
| 1974 ↑ | Klaus Tilsch | Leiter der Abteilung Fleischerei und Züchtung im Forschungszentrum für Tierproduktion Dummerstorf-Rostock                                                                                       | Für seinen Anteil an der Züchtung der Rasse Schwarzbuntes Milchrind der DDR |                                                                   |
| 1974 ↑ | Heinrich Scheffer | Brigadeleiter der Jungkuhprüfung im VEG (Z) Tierzucht Bretsch | Für seinen Anteil an der Züchtung der Rasse Schwarzbuntes Milchrind der DDR |                                                                   |
| 1974 ↑ | Kollektiv der Arbeits- und Forschungsgruppe „Erfassung und Behandlung der Phenylketonurie“                                                                             | Kollektiv der Arbeits- und Forschungsgruppe „Erfassung und Behandlung der Phenylketonurie“ | Für seinen Anteil an der Erforschung und Beherrschung einer Enzymstoffwechselstörung bei Säuglingen in der DDR |                                                                   |
| 1974 ↑ | Günther Cobet | Stationsarzt an der klinischen Biochemie und Leiter der Behandlungsstelle im Bereich Medizin (Charité) der HU Berlin                                                                            | Für seinen Anteil an der Erforschung und Beherrschung einer Enzymstoffwechselstörung bei Säuglingen in der DDR |                                                                   |
| 1974 ↑ | Hans-Dieter Geipel | Leiter der Produktionsabteilung „Industriechemikalien“ im VEB Berlin-Chemie | Für seinen Anteil an der Erforschung und Beherrschung einer Enzymstoffwechselstörung bei Säuglingen in der DDR |                                                                   |
| 1974 ↑ | Alwin Knapp | Direktor der Universitäts-Hautklinik und der Forschungsstelle für Medizinische Ernährungslehre der Ernst-Moritz-Arndt-Universität Greifswald                                                    | Für seinen Anteil an der Erforschung und Beherrschung einer Enzymstoffwechselstörung bei Säuglingen in der DDR |                                                                   |
| 1974 ↑ | Gerhard Machill | wissenschaftlicher Mitarbeiter an der Forschungsstelle für Medizinische Ernährungslehre an der Hautklinik der Ernst-Moritz-Arndt-Universität Greifswald                                         | Für seinen Anteil an der Erforschung und Beherrschung einer Enzymstoffwechselstörung bei Säuglingen in der DDR |                                                                   |
| 1974 ↑ | Klaus Schlenzka | Abteilungsarzt der Kinderabteilung der Universitätshautklinik und der Forschungsstelle für Medizinische Ernährungslehre der Ernst-Moritz-Arndt-Universität Greifswald                           | Für seinen Anteil an der Erforschung und Beherrschung einer Enzymstoffwechselstörung bei Säuglingen in der DDR |                                                                   |
| 1974 ↑ | Herbert Theile | Hochschuldozent, Leiter der interdisziplinären Forschungsabteilung Perinatologie im Bereich Medizin der Karl-Marx-Universität Leipzig                                                           | Für seinen Anteil an der Erforschung und Beherrschung einer Enzymstoffwechselstörung bei Säuglingen in der DDR |                                                                   |
| 1974 ↑ | Gerhart Neuner | Kandidat des ZK der SED, Präsident der Akademie der Pädagogischen Wissenschaften der DDR, Ordentlicher Professor und Ordentliches Mitglied der Akademie der Wissenschaften der DDR              | Für seinen Anteil bei der wissenschaftlichen Begründung des sozialistischen Bildungssystems und der Herausbildung der marxistisch-leninistischen Pädagogik in der DDR |                                                                   |
| 1974 ↑ | Niels Sönnichsen | Ordentlicher Professor und Direktor des Bereiches Medizin (Charite) der Humboldt-Universität zu Berlin                                                                                          | Für seine Verdienste bei der Weiterentwicklung wissenschaftlicher Methoden im Fachgebiet der Dermatologie |                                                                   |
| 1975 ↑ | Kollektiv „Entwicklung von Hochleistungssystemen (UM-Objektive) und Überführung in die Produktion“ im VEB Carl Zeiss Jena                                              | Kollektiv „Entwicklung von Hochleistungssystemen (UM-Objektive) und Überführung in die Produktion“ im VEB Carl Zeiss Jena                                                                       | Für seinen Anteil bei der Entwicklung und Produktionsüberführung neuer optischer Abbildungssysteme zur Darstellung von Mikrostrukturen |                                                                   |
| 1975 ↑ | Wolf Dannberg | Abteilungsleiter | Für seinen Anteil bei der Entwicklung und Produktionsüberführung neuer optischer Abbildungssysteme zur Darstellung von Mikrostrukturen |                                                                   |
| 1975 ↑ | Robert Schmidt | Feinmechaniker | Für seinen Anteil bei der Entwicklung und Produktionsüberführung neuer optischer Abbildungssysteme zur Darstellung von Mikrostrukturen |                                                                   |
| 1975 ↑ | Manfred Wagner | Leiter der Technologie | Für seinen Anteil bei der Entwicklung und Produktionsüberführung neuer optischer Abbildungssysteme zur Darstellung von Mikrostrukturen |                                                                   |
| 1975 ↑ | Kollektiv des VEB Transformatoren- und Röntgenwerk „Hermann Matern“ Dresden                                                                                            | Kollektiv des VEB Transformatoren- und Röntgenwerk „Hermann Matern“ Dresden | Für seinen Anteil an der Entwicklung und Fertigung einer hochleistungsfähigen Freiluft-Pulsationsspannungs-Prüfanlage |                                                                   |
| 1975 ↑ | Herbert Bachmann | Entwicklungsingenieur | Für seinen Anteil an der Entwicklung und Fertigung einer hochleistungsfähigen Freiluft-Pulsationsspannungs-Prüfanlage |                                                                   |
| 1975 ↑ | Frank Brehm | Anlagenmonteur | Für seinen Anteil an der Entwicklung und Fertigung einer hochleistungsfähigen Freiluft-Pulsationsspannungs-Prüfanlage |                                                                   |
| 1975 ↑ | Helmut Kommernitzky | Konstrukteur | Für seinen Anteil an der Entwicklung und Fertigung einer hochleistungsfähigen Freiluft-Pulsationsspannungs-Prüfanlage |                                                                   |
| 1975 ↑ | Werner Rösch | Anlagenmonteur | Für seinen Anteil an der Entwicklung und Fertigung einer hochleistungsfähigen Freiluft-Pulsationsspannungs-Prüfanlage |                                                                   |
| 1975 ↑ | Jorgos Sotos | Produktionsleiter | Für seinen Anteil an der Entwicklung und Fertigung einer hochleistungsfähigen Freiluft-Pulsationsspannungs-Prüfanlage |                                                                   |
| 1975 ↑ | Kurt Zschuch | Technischer Leiter für Hochspannungsgeräte | Für seinen Anteil an der Entwicklung und Fertigung einer hochleistungsfähigen Freiluft-Pulsationsspannungs-Prüfanlage |                                                                   |
| 1975 ↑ | Kollektiv des Bergbaubetriebes Aue der SDAG Wismut | Kollektiv des Bergbaubetriebes Aue der SDAG Wismut | Für seinen Anteil bei der erfolgreichen Entwicklung und Anwendung eines neuen Verfahrens zur Auffahrung von Wetterschächten |                                                                   |
| 1975 ↑ | Klaus Beyer | Leiter der Gruppe Technologie | Für seinen Anteil bei der erfolgreichen Entwicklung und Anwendung eines neuen Verfahrens zur Auffahrung von Wetterschächten |                                                                   |
| 1975 ↑ | Christoph Heinß | Fachdirektor für Technik | Für seinen Anteil bei der erfolgreichen Entwicklung und Anwendung eines neuen Verfahrens zur Auffahrung von Wetterschächten |                                                                   |
| 1975 ↑ | Wolf Hölig | Hauerbrigadier | Für seinen Anteil bei der erfolgreichen Entwicklung und Anwendung eines neuen Verfahrens zur Auffahrung von Wetterschächten |                                                                   |
| 1975 ↑ | Erich Kluge | Gruppenleiter im Bohr- und Sprengwesen | Für seinen Anteil bei der erfolgreichen Entwicklung und Anwendung eines neuen Verfahrens zur Auffahrung von Wetterschächten |                                                                   |
| 1975 ↑ | Günther Meyer | Sachgebietsbeauftragter in der Gruppe Technologie | Für seinen Anteil bei der erfolgreichen Entwicklung und Anwendung eines neuen Verfahrens zur Auffahrung von Wetterschächten |                                                                   |
| 1975 ↑ | Kollektiv „Montageautomatisierung“ im VEB Uhren- und Maschinenkombinat Ruhla                                                                                           | Kollektiv „Montageautomatisierung“ im VEB Uhren- und Maschinenkombinat Ruhla | Für seinen Anteil an der Entwicklung und Produktionseinführung von leistungsfähigen Ausrüstungen für die automatische Montage in der Uhrenindustrie |                                                                   |
| 1975 ↑ | Hans Fickel | Maschinenschlosser | Für seinen Anteil an der Entwicklung und Produktionseinführung von leistungsfähigen Ausrüstungen für die automatische Montage in der Uhrenindustrie |                                                                   |
| 1975 ↑ | Hubert Grimm | Brigadier | Für seinen Anteil an der Entwicklung und Produktionseinführung von leistungsfähigen Ausrüstungen für die automatische Montage in der Uhrenindustrie |                                                                   |
| 1975 ↑ | Diethard Hoyer | Konstrukteur | Für seinen Anteil an der Entwicklung und Produktionseinführung von leistungsfähigen Ausrüstungen für die automatische Montage in der Uhrenindustrie |                                                                   |
| 1975 ↑ | Josef Kummer | Konstrukteur | Für seinen Anteil an der Entwicklung und Produktionseinführung von leistungsfähigen Ausrüstungen für die automatische Montage in der Uhrenindustrie |                                                                   |
| 1975 ↑ | Rainer Paust | Abteilungsleiter | Für seinen Anteil an der Entwicklung und Produktionseinführung von leistungsfähigen Ausrüstungen für die automatische Montage in der Uhrenindustrie |                                                                   |
| 1975 ↑ | Harry Thiel | Maschinenschlosser | Für seinen Anteil an der Entwicklung und Produktionseinführung von leistungsfähigen Ausrüstungen für die automatische Montage in der Uhrenindustrie |                                                                   |
| 1975 ↑ | Kollektivauszeichnung KS 6 | Kollektivauszeichnung KS 6 | Für ihre schöpferische Teilnahme an der Entwicklung der hochproduktiven selbstfahrenden Maschine KS 6 für die Zuckerrübenernte in den RGW-Ländern, mit der die Arbeitsproduktivität gegenüber der herkömmlichen Technik verdreifacht und unter erschwerten Erntebedingungen eine hohe Einsatzsicherheit gewährleistet wird |                                                                   |
| 1975 ↑ | Gerhard Heibig | Meister im VEB Landmaschinenbau Torgau | Für ihre schöpferische Teilnahme an der Entwicklung der hochproduktiven selbstfahrenden Maschine KS 6 für die Zuckerrübenernte in den RGW-Ländern, mit der die Arbeitsproduktivität gegenüber der herkömmlichen Technik verdreifacht und unter erschwerten Erntebedingungen eine hohe Einsatzsicherheit gewährleistet wird |                                                                   |
| 1975 ↑ | Horst Jäschke | Meister im WTZ für Landtechnik Schlieben | Für ihre schöpferische Teilnahme an der Entwicklung der hochproduktiven selbstfahrenden Maschine KS 6 für die Zuckerrübenernte in den RGW-Ländern, mit der die Arbeitsproduktivität gegenüber der herkömmlichen Technik verdreifacht und unter erschwerten Erntebedingungen eine hohe Einsatzsicherheit gewährleistet wird |                                                                   |
| 1975 ↑ | Reinhard Löwe | Gruppenleiter im VEB Landmaschinenbau Torgau | Für ihre schöpferische Teilnahme an der Entwicklung der hochproduktiven selbstfahrenden Maschine KS 6 für die Zuckerrübenernte in den RGW-Ländern, mit der die Arbeitsproduktivität gegenüber der herkömmlichen Technik verdreifacht und unter erschwerten Erntebedingungen eine hohe Einsatzsicherheit gewährleistet wird |                                                                   |
| 1975 ↑ | Helmut Richter | wissenschaftlicher Mitarbeiter im WTZ für Landtechnik Schlieben | Für ihre schöpferische Teilnahme an der Entwicklung der hochproduktiven selbstfahrenden Maschine KS 6 für die Zuckerrübenernte in den RGW-Ländern, mit der die Arbeitsproduktivität gegenüber der herkömmlichen Technik verdreifacht und unter erschwerten Erntebedingungen eine hohe Einsatzsicherheit gewährleistet wird |                                                                   |
| 1975 ↑ | Willi Seherdin | Konstrukteur im VEB Bodenbearbeitungsgeräte Leipzig | Für ihre schöpferische Teilnahme an der Entwicklung der hochproduktiven selbstfahrenden Maschine KS 6 für die Zuckerrübenernte in den RGW-Ländern, mit der die Arbeitsproduktivität gegenüber der herkömmlichen Technik verdreifacht und unter erschwerten Erntebedingungen eine hohe Einsatzsicherheit gewährleistet wird |                                                                   |
| 1975 ↑ | Nikolai Wassiljewitsch Tatjankow (Bürger, der UdSSR) | Laborleiter im Ukrainischen Forschungsinstitut für Landmaschinen in Charkow | Für ihre schöpferische Teilnahme an der Entwicklung der hochproduktiven selbstfahrenden Maschine KS 6 für die Zuckerrübenernte in den RGW-Ländern, mit der die Arbeitsproduktivität gegenüber der herkömmlichen Technik verdreifacht und unter erschwerten Erntebedingungen eine hohe Einsatzsicherheit gewährleistet wird |                                                                   |
| 1975 ↑ | Lothar Trommler | Schlosser im VEB Landmaschinenbau Torgau | Für ihre schöpferische Teilnahme an der Entwicklung der hochproduktiven selbstfahrenden Maschine KS 6 für die Zuckerrübenernte in den RGW-Ländern, mit der die Arbeitsproduktivität gegenüber der herkömmlichen Technik verdreifacht und unter erschwerten Erntebedingungen eine hohe Einsatzsicherheit gewährleistet wird |                                                                   |
| 1975 ↑ | Alexander Gawrilowitsch Zymbal (Bürger der UdSSR) | Direktor des Ukrainischen Forschungsinstituts für Landmaschinen in Charkow | Für ihre schöpferische Teilnahme an der Entwicklung der hochproduktiven selbstfahrenden Maschine KS 6 für die Zuckerrübenernte in den RGW-Ländern, mit der die Arbeitsproduktivität gegenüber der herkömmlichen Technik verdreifacht und unter erschwerten Erntebedingungen eine hohe Einsatzsicherheit gewährleistet wird |                                                                   |
| 1975 ↑ | Kollektiv Vakuumgalvanisches Schrittverfahren | Kollektiv Vakuumgalvanisches Schrittverfahren | Für seinen Anteil bei der Entwicklung und Produktionsüberleitung des vakuumgalvanischen Schrittverfahrens zur hochproduktiven Herstellung von Leiterplatten |                                                                   |
| 1975 ↑ | Alexander Altmann | Abteilungsleiter im VEB Elektrophysikalische Werkstätten Neuruppin | Für seinen Anteil bei der Entwicklung und Produktionsüberleitung des vakuumgalvanischen Schrittverfahrens zur hochproduktiven Herstellung von Leiterplatten |                                                                   |
| 1975 ↑ | Fritz Arnhold | Meister im VEB Hochvakuum Dresden | Für seinen Anteil bei der Entwicklung und Produktionsüberleitung des vakuumgalvanischen Schrittverfahrens zur hochproduktiven Herstellung von Leiterplatten |                                                                   |
| 1975 ↑ | Helmut Bollinger | Direktor für Technik im VEB Hochvakuum Dresden | Für seinen Anteil bei der Entwicklung und Produktionsüberleitung des vakuumgalvanischen Schrittverfahrens zur hochproduktiven Herstellung von Leiterplatten |                                                                   |
| 1975 ↑ | Hans-Dieter Cornelius | wissenschaftlicher Mitarbeiter im VEB Hochvakuum Dresden | Für seinen Anteil bei der Entwicklung und Produktionsüberleitung des vakuumgalvanischen Schrittverfahrens zur hochproduktiven Herstellung von Leiterplatten |                                                                   |
| 1975 ↑ | Werner Fleischer | Hauptabteilungsleiter im VEB Hochvakuum Dresden | Für seinen Anteil bei der Entwicklung und Produktionsüberleitung des vakuumgalvanischen Schrittverfahrens zur hochproduktiven Herstellung von Leiterplatten |                                                                   |
| 1975 ↑ | Elimar Göring | wissenschaftlicher Mitarbeiter im VEB Hochvakuum Dresden | Für seinen Anteil bei der Entwicklung und Produktionsüberleitung des vakuumgalvanischen Schrittverfahrens zur hochproduktiven Herstellung von Leiterplatten |                                                                   |
| 1975 ↑ | Rolf Knuth | Ingenieur für Bandelemente im VEB Elektrophysikalische Werkstätten Neuruppin | Für seinen Anteil bei der Entwicklung und Produktionsüberleitung des vakuumgalvanischen Schrittverfahrens zur hochproduktiven Herstellung von Leiterplatten |                                                                   |
| 1975 ↑ | Alfred Luckow | wissenschaftlicher Mitarbeiter im VEB Hochvakuum Dresden | Für seinen Anteil bei der Entwicklung und Produktionsüberleitung des vakuumgalvanischen Schrittverfahrens zur hochproduktiven Herstellung von Leiterplatten |                                                                   |
| 1975 ↑ | Christian Popp | Labormechaniker im VEB Hochvakuum Dresden | Für seinen Anteil bei der Entwicklung und Produktionsüberleitung des vakuumgalvanischen Schrittverfahrens zur hochproduktiven Herstellung von Leiterplatten |                                                                   |
| 1975 ↑ | Kollektiv „Entwicklung einer Typenreihe von Melkkarussells und eines Baukastensystems der Rohrmelktechnik für die Baugruppenproduktion zwischen der DDR und der UdSSR“ | Kollektiv „Entwicklung einer Typenreihe von Melkkarussells und eines Baukastensystems der Rohrmelktechnik für die Baugruppenproduktion zwischen der DDR und der UdSSR“                          | Für seinen Anteil an der Entwicklung und Produktion von Anlagen zur Anwendung industriemäßiger Produktionsmethoden bei der Milchgewinnung |                                                                   |
| 1975 ↑ | Lothar Czech | Chefkonstrukteur für Karussell- und Melktechnik im VEB Kombinat IMPULSA | Für seinen Anteil an der Entwicklung und Produktion von Anlagen zur Anwendung industriemäßiger Produktionsmethoden bei der Milchgewinnung |                                                                   |
| 1975 ↑ | Eberhard Gabler | Direktor für Forschung und Entwicklung im VEB Kombinat IMPULSA | Für seinen Anteil an der Entwicklung und Produktion von Anlagen zur Anwendung industriemäßiger Produktionsmethoden bei der Milchgewinnung |                                                                   |
| 1975 ↑ | Walter Griest | Hauptkonstrukteur im VEB Kombinat IMPULSA | Für seinen Anteil an der Entwicklung und Produktion von Anlagen zur Anwendung industriemäßiger Produktionsmethoden bei der Milchgewinnung |                                                                   |
| 1975 ↑ | Karl Kehr | Stellvertreter des Bereichsdirektors Tierproduktionsforschung der Akademie der Landwirtschaftswissenschaften der DDR                                                                            | Für seinen Anteil an der Entwicklung und Produktion von Anlagen zur Anwendung industriemäßiger Produktionsmethoden bei der Milchgewinnung |                                                                   |
| 1975 ↑ | Helmut Otto | Monteur im VEB Kombinat IMPULSA | Für seinen Anteil an der Entwicklung und Produktion von Anlagen zur Anwendung industriemäßiger Produktionsmethoden bei der Milchgewinnung |                                                                   |
| 1975 ↑ | Gerhard Wehowsky | wissenschaftlicher Oberassistent an der Sektion für Tierproduktion und Veterinärmedizin der Karl-Marx-Universität Leipzig                                                                       | Für seinen Anteil an der Entwicklung und Produktion von Anlagen zur Anwendung industriemäßiger Produktionsmethoden bei der Milchgewinnung |                                                                   |
| 1975 ↑ | Klaus-Peter Wendisch | Chefkonstrukteur BMSR-Technik im VEB Kombinat IMPULSA | Für seinen Anteil an der Entwicklung und Produktion von Anlagen zur Anwendung industriemäßiger Produktionsmethoden bei der Milchgewinnung |                                                                   |
| 1975 ↑ | Kollektiv von Wissenschaftlern und Praktikern für die Erarbeitung und Durchsetzung von Maßnahmen zum effektiven Düngereinsatz in der industriemäßigen Produktion       | Kollektiv von Wissenschaftlern und Praktikern für die Erarbeitung und Durchsetzung von Maßnahmen zum effektiven Düngereinsatz in der industriemäßigen Produktion                                | Für seinen Anteil an der Erarbeitung von wissenschaftlichen Grundlagen für die erweiterte Reproduktion der Bodenfruchtbarkeit unter den Bedingungen der industriemäßigen Pflanzenproduktion |                                                                   |
| 1975 ↑ | Karlheinz Beer | Direktor des Instituts für Düngungsforschung Leipzig—Potsdam der Akademie der Landwirtschaftswissenschaften der DDR                                                                             | Für seinen Anteil an der Erarbeitung von wissenschaftlichen Grundlagen für die erweiterte Reproduktion der Bodenfruchtbarkeit unter den Bedingungen der industriemäßigen Pflanzenproduktion |                                                                   |
| 1975 ↑ | Gerhard Kolbe | Direktor des Instituts für Pflanzenernährung Jena der Akademie der Landwirtschaftswissenschaften der DDR                                                                                        | Für seinen Anteil an der Erarbeitung von wissenschaftlichen Grundlagen für die erweiterte Reproduktion der Bodenfruchtbarkeit unter den Bedingungen der industriemäßigen Pflanzenproduktion |                                                                   |
| 1975 ↑ | Peter Kundler | Direktor des Forschungszentrums für Bodenfruchtbarkeit Müncheberg der Akademie der Landwirtschaftswissenschaften, der DDR                                                                       | Für seinen Anteil an der Erarbeitung von wissenschaftlichen Grundlagen für die erweiterte Reproduktion der Bodenfruchtbarkeit unter den Bedingungen der industriemäßigen Pflanzenproduktion |                                                                   |
| 1975 ↑ | Herbert Liedtke | Leiter des Agrochemischen Zentrums Köthen | Für seinen Anteil an der Erarbeitung von wissenschaftlichen Grundlagen für die erweiterte Reproduktion der Bodenfruchtbarkeit unter den Bedingungen der industriemäßigen Pflanzenproduktion |                                                                   |
| 1975 ↑ | Bodo Witter | Direktor des Bereiches Agrochemische Untersuchung und Beratung im Institut für Pflanzenernährung Jena der Akademie der Landwirtschaftswissenschaften der DDR                                    | Für seinen Anteil an der Erarbeitung von wissenschaftlichen Grundlagen für die erweiterte Reproduktion der Bodenfruchtbarkeit unter den Bedingungen der industriemäßigen Pflanzenproduktion |                                                                   |
| 1975 ↑ | Forschungskollektiv „Blutspende- und Transfusionswesen“ Berlin | Forschungskollektiv „Blutspende- und Transfusionswesen“ Berlin | Für seinen Anteil an den Forschungsarbeiten zur Haltbarkeitsverlängerung von Blutkonserven und zur prospektiven Spender- und Empfänger-Auswahl für die Nierentransplantation |                                                                   |
| 1975 ↑ | Gerd Fünfhausen | Ärztlicher Direktor des Bezirksinstitutes für Blutspende- und Transfusionswesen Berlin | Für seinen Anteil an den Forschungsarbeiten zur Haltbarkeitsverlängerung von Blutkonserven und zur prospektiven Spender- und Empfänger-Auswahl für die Nierentransplantation |                                                                   |
| 1975 ↑ | Hans-Joachim Raderecht | Leiter des Instituts für Laboratoriumsdiagnostik des Städtischen Klinikums Berlin-Buch | Für seinen Anteil an den Forschungsarbeiten zur Haltbarkeitsverlängerung von Blutkonserven und zur prospektiven Spender- und Empfänger-Auswahl für die Nierentransplantation |                                                                   |
| 1975 ↑ | Klaus Richter | Oberarzt am Bezirksinstitut für Blutspende- und Transfusionswesen Berlin | Für seinen Anteil an den Forschungsarbeiten zur Haltbarkeitsverlängerung von Blutkonserven und zur prospektiven Spender- und Empfänger-Auswahl für die Nierentransplantation |                                                                   |
| 1975 ↑ | Henn Roigas | wissenschaftlicher Oberassistent dm Bezirksinstitut für Blutspende- und Transfusionswesen Berlin                                                                                                | Für seinen Anteil an den Forschungsarbeiten zur Haltbarkeitsverlängerung von Blutkonserven und zur prospektiven Spender- und Empfänger-Auswahl für die Nierentransplantation |                                                                   |
| 1975 ↑ | Dorothea Strauss | wissenschaftlicher Oberassistent im Bezirksinstitut für Blutspende- und Transfusionswesen Berlin                                                                                                | Für seinen Anteil an den Forschungsarbeiten zur Haltbarkeitsverlängerung von Blutkonserven und zur prospektiven Spender- und Empfänger-Auswahl für die Nierentransplantation |                                                                   |
| 1975 ↑ | Margarete Weber | Haushaltbearbeiter im Bezirksinstitut für Blutspende- und Transfusionswesen Berlin | Für seinen Anteil an den Forschungsarbeiten zur Haltbarkeitsverlängerung von Blutkonserven und zur prospektiven Spender- und Empfänger-Auswahl für die Nierentransplantation |                                                                   |
| 1975 ↑ | Rolf Fränkel | Chefarzt der Kieferorthopädischen Abteilung des Bezirkskrankenhauses „Heinrich Braun“ Zwickau                                                                                                   | Für seine Verdienste bei der Entwicklung und wissenschaftlichen Begründung der Methode der Funktionsregler zur Lenkung des Zahndurchbruchs |                                                                   |
| 1975 ↑ | Alfred Kosing | Dozent am Lehrstuhl für Philosophie im Institut für Gesellschaftswissenschaften beim ZK der SED und Ordentliches Mitglied der Akademie der Wissenschaften der DDR                               | Für seine hervorragenden Leistungen auf dem Gebiet des dialektischen und historischen Materialismus |                                                                   |
| 1976 ↑ | Kollektiv | Kollektiv | Für hervorragende wissenschaftliche Leistungen auf dem Gebiet der sportlichen Leistungsentwicklung | am 9. September 1976 im Rahmen des Empfangs der Olympiateilnehmer |
| 1976 ↑ | Gerhard Gerber | | Für hervorragende wissenschaftliche Leistungen auf dem Gebiet der sportlichen Leistungsentwicklung | am 9. September 1976 im Rahmen des Empfangs der Olympiateilnehmer |
| 1976 ↑ | Hans Gürtler | | Für hervorragende wissenschaftliche Leistungen auf dem Gebiet der sportlichen Leistungsentwicklung | am 9. September 1976 im Rahmen des Empfangs der Olympiateilnehmer |
| 1976 ↑ | Manfred Höppner | | Für hervorragende wissenschaftliche Leistungen auf dem Gebiet der sportlichen Leistungsentwicklung | am 9. September 1976 im Rahmen des Empfangs der Olympiateilnehmer |
| 1976 ↑ | Lothar Kipke | | Für hervorragende wissenschaftliche Leistungen auf dem Gebiet der sportlichen Leistungsentwicklung | am 9. September 1976 im Rahmen des Empfangs der Olympiateilnehmer |
| 1976 ↑ | Alfons Lehnert | | Für hervorragende wissenschaftliche Leistungen auf dem Gebiet der sportlichen Leistungsentwicklung | am 9. September 1976 im Rahmen des Empfangs der Olympiateilnehmer |
| 1976 ↑ | Helmut Pohlentz | | Für hervorragende wissenschaftliche Leistungen auf dem Gebiet der sportlichen Leistungsentwicklung | am 9. September 1976 im Rahmen des Empfangs der Olympiateilnehmer |
| 1976 ↑ | Winfried Schäker | | Für hervorragende wissenschaftliche Leistungen auf dem Gebiet der sportlichen Leistungsentwicklung | am 9. September 1976 im Rahmen des Empfangs der Olympiateilnehmer |
| 1976 ↑ | Manfred Tümmler | | Für hervorragende wissenschaftliche Leistungen auf dem Gebiet der sportlichen Leistungsentwicklung | am 9. September 1976 im Rahmen des Empfangs der Olympiateilnehmer |
| 1976 ↑ | Kollektiv | Kollektiv | Für hervorragende wissenschaftliche Leistungen, insbesondere auf trainingsmethodischem Gebiet | am 9. September 1976 im Rahmen des Empfangs der Olympiateilnehmer |
| 1976 ↑ | Richard Buchmann | | Für hervorragende wissenschaftliche Leistungen, insbesondere auf trainingsmethodischem Gebiet | am 9. September 1976 im Rahmen des Empfangs der Olympiateilnehmer |
| 1976 ↑ | Heinrich Gundlach | | Für hervorragende wissenschaftliche Leistungen, insbesondere auf trainingsmethodischem Gebiet | am 9. September 1976 im Rahmen des Empfangs der Olympiateilnehmer |
| 1976 ↑ | Hanno Mertens | | Für hervorragende wissenschaftliche Leistungen, insbesondere auf trainingsmethodischem Gebiet | am 9. September 1976 im Rahmen des Empfangs der Olympiateilnehmer |
| 1976 ↑ | Helga Pfeifer | | Für hervorragende wissenschaftliche Leistungen, insbesondere auf trainingsmethodischem Gebiet | am 9. September 1976 im Rahmen des Empfangs der Olympiateilnehmer |
| 1976 ↑ | Walter Roth | | Für hervorragende wissenschaftliche Leistungen, insbesondere auf trainingsmethodischem Gebiet | am 9. September 1976 im Rahmen des Empfangs der Olympiateilnehmer |
| 1976 ↑ | Helmut Zänsler | | Für hervorragende wissenschaftliche Leistungen, insbesondere auf trainingsmethodischem Gebiet | am 9. September 1976 im Rahmen des Empfangs der Olympiateilnehmer |
| 1976 ↑ | Entwicklungskollektiv „Camposan“ | Entwicklungskollektiv „Camposan“ | Für seinen Anteil an der Entwicklung und Einführung eines Verfahrens zur Herstellung von Halmstabilisatoren mit großer Anwendungsbreite |                                                                   |
| 1976 ↑ | Jörg Gloede | wissenschaftlicher Mitarbeiter im Zentralinstitut für Organische Chemie der Akademie der Wissenschaften der DDR                                                                                 | Für seinen Anteil an der Entwicklung und Einführung eines Verfahrens zur Herstellung von Halmstabilisatoren mit großer Anwendungsbreite |                                                                   |
| 1976 ↑ | Hans Groß | Abteilungsleiter im Zentralinstitut für Organische Chemie der Akademie der Wissenschaften der DDR                                                                                               | Für seinen Anteil an der Entwicklung und Einführung eines Verfahrens zur Herstellung von Halmstabilisatoren mit großer Anwendungsbreite |                                                                   |
| 1976 ↑ | Günter Hoffmann | Abteilungsleiter im Institut für Pflanzenschutzforschung Kleinmachnow, Bereich Eberswalde, der Akademie der Landwirtschaftswissenschaften der DDR                                               | Für seinen Anteil an der Entwicklung und Einführung eines Verfahrens zur Herstellung von Halmstabilisatoren mit großer Anwendungsbreite |                                                                   |
| 1976 ↑ | Heinz Jahn | Abschnittsleiter der Camposan-Pilotanlage im VEB Chemiekombinat Bitterfeld | Für seinen Anteil an der Entwicklung und Einführung eines Verfahrens zur Herstellung von Halmstabilisatoren mit großer Anwendungsbreite |                                                                   |
| 1976 ↑ | Karl-Heinz Kluger | Bereichsdirektor für Hauptmechanik im VEB Chemiekombinat Bitterfeld | Für seinen Anteil an der Entwicklung und Einführung eines Verfahrens zur Herstellung von Halmstabilisatoren mit großer Anwendungsbreite |                                                                   |
| 1976 ↑ | Werner Kochmann | Bereichsleiter für Organische Chemie und Pflanzenschutzmittel im VEB Chemiekombinat Bitterfeld                                                                                                  | Für seinen Anteil an der Entwicklung und Einführung eines Verfahrens zur Herstellung von Halmstabilisatoren mit großer Anwendungsbreite |                                                                   |
| 1976 ↑ | Paul Kryslak | Objektingenieur für technische Entwicklung und Aufbau der Pilotanlage im VEB Chemiekombinat Bitterfeld                                                                                          | Für seinen Anteil an der Entwicklung und Einführung eines Verfahrens zur Herstellung von Halmstabilisatoren mit großer Anwendungsbreite |                                                                   |
| 1976 ↑ | Dietrich Schulzke | wissenschaftlicher Mitarbeiter im Institut für Pflanzenschutzforschung Kleinmachnow, Bereich Eberswalde, der Akademie der Landwirtschaftswissenschaften der DDR                                 | Für seinen Anteil an der Entwicklung und Einführung eines Verfahrens zur Herstellung von Halmstabilisatoren mit großer Anwendungsbreite |                                                                   |
| 1976 ↑ | Walter Steinke | Abteilungsleiter für Auftragsleitung Camposan im VEB Chemiekombinat Bitterfeld | Für seinen Anteil an der Entwicklung und Einführung eines Verfahrens zur Herstellung von Halmstabilisatoren mit großer Anwendungsbreite |                                                                   |
| 1976 ↑ | Kollektiv „Kristallzüchtungsanlagen Typ ZFA 70 und KC 70“ | Kollektiv „Kristallzüchtungsanlagen Typ ZFA 70 und KC 70“ | Für seinen Anteil an der Schaffung der wissenschaftlichen Grundlagen, der Entwicklung und Überführung von Kristallzüchtungsanlagen für Kristalle höchster Güte |                                                                   |
| 1976 ↑ | Hans Glowatzki | Technischer Direktor im VEB Spurenmetalle Freiberg | Für seinen Anteil an der Schaffung der wissenschaftlichen Grundlagen, der Entwicklung und Überführung von Kristallzüchtungsanlagen für Kristalle höchster Güte |                                                                   |
| 1976 ↑ | Gerhard Klaar | Meister im VEB Steremat „Hermann Schlimme“ Berlin | Für seinen Anteil an der Schaffung der wissenschaftlichen Grundlagen, der Entwicklung und Überführung von Kristallzüchtungsanlagen für Kristalle höchster Güte |                                                                   |
| 1976 ↑ | Klaus-Dieter Kunke | Abteilungsleiter im VEB Steremat „Hermann Schlimme“ Berlin | Für seinen Anteil an der Schaffung der wissenschaftlichen Grundlagen, der Entwicklung und Überführung von Kristallzüchtungsanlagen für Kristalle höchster Güte |                                                                   |
| 1976 ↑ | Heinrich Mothes | Gruppenleiter im VEB Carl Zeiss Jena | Für seinen Anteil an der Schaffung der wissenschaftlichen Grundlagen, der Entwicklung und Überführung von Kristallzüchtungsanlagen für Kristalle höchster Güte |                                                                   |
| 1976 ↑ | Winfried Schröder | wissenschaftlicher Arbeitsleiter im Zentrum für wissenschaftlichen Gerätebau der Akademie der Wissenschaften der DDR                                                                            | Für seinen Anteil an der Schaffung der wissenschaftlichen Grundlagen, der Entwicklung und Überführung von Kristallzüchtungsanlagen für Kristalle höchster Güte |                                                                   |
| 1976 ↑ | Heribert Schwartze | Abteilungsleiter im Zentrum für wissenschaftlichen Gerätebau der Akademie der Wissenschaften der DDR                                                                                            | Für seinen Anteil an der Schaffung der wissenschaftlichen Grundlagen, der Entwicklung und Überführung von Kristallzüchtungsanlagen für Kristalle höchster Güte |                                                                   |
| 1976 ↑ | Jürgen Weißenburt | wissenschaftlicher Mitarbeiter im Zentrum für wissenschaftlichen Gerätebau der Akademie der Wissenschaften der DDR                                                                              | Für seinen Anteil an der Schaffung der wissenschaftlichen Grundlagen, der Entwicklung und Überführung von Kristallzüchtungsanlagen für Kristalle höchster Güte |                                                                   |
| 1976 ↑ | Kollektiv „Vorbereitung und Inbetriebnahme des Untergrundspeichers TV 13“                                                                                              | Kollektiv „Vorbereitung und Inbetriebnahme des Untergrundspeichers TV 13“ | Für seinen Anteil an der Entwicklung, Projektierung und Überführung eines Verfahrens zur unterirdischen Speicherung von Äthylen in Salzkavernen |                                                                   |
| 1976 ↑ | Hans Kaufmann | Gruppenleiter in der Hauptabteilung Forschung und Entwicklung Leipzig-Gaschwitz im VEB Mineralverbundleitung Schwedt                                                                            | Für seinen Anteil an der Entwicklung, Projektierung und Überführung eines Verfahrens zur unterirdischen Speicherung von Äthylen in Salzkavernen |                                                                   |
| 1976 ↑ | Peter Kunze | Abteilungsleiter in der Hauptabteilung Forschung und Entwicklung Leipzig-Gaschwitz im VEB Mineralverbundleitung Schwedt                                                                         | Für seinen Anteil an der Entwicklung, Projektierung und Überführung eines Verfahrens zur unterirdischen Speicherung von Äthylen in Salzkavernen |                                                                   |
| 1976 ↑ | Wolfgang Markgraf | Forschungsingenieur im VEB Untergrundspeicher Mittenwalde | Für seinen Anteil an der Entwicklung, Projektierung und Überführung eines Verfahrens zur unterirdischen Speicherung von Äthylen in Salzkavernen |                                                                   |
| 1976 ↑ | Bernd MüllerBernd Müller | 1. Verfahrensingenieur im Ingenieurtechnischen Zentralbüro Böhlen | Für seinen Anteil an der Entwicklung, Projektierung und Überführung eines Verfahrens zur unterirdischen Speicherung von Äthylen in Salzkavernen |                                                                   |
| 1976 ↑ | Gerhard Sowa | wissenschaftlich-technischer Mitarbeiter im VEB Schwermaschinenbau „Karl Liebknecht“, Magdeburg                                                                                                 | Für seinen Anteil an der Entwicklung, Projektierung und Überführung eines Verfahrens zur unterirdischen Speicherung von Äthylen in Salzkavernen |                                                                   |
| 1976 ↑ | Siegfried Suske | Leiter der Hauptabteilung Forschung und Entwicklung Leipzig-Gaschwitz im VEB Mineralverbundleitung                                                                                              | Für seinen Anteil an der Entwicklung, Projektierung und Überführung eines Verfahrens zur unterirdischen Speicherung von Äthylen in Salzkavernen |                                                                   |
| 1976 ↑ | Kollektiv im VEB Nähmaschinenwerk Altenburg | Kollektiv im VEB Nähmaschinenwerk Altenburg | Für seinen Anteil bei der Entwicklung und Produktionseinführung einer neuen Baureihe von Industrienähmaschinen |                                                                   |
| 1976 ↑ | Gerhard Börngen | Versuchsmechaniker | Für seinen Anteil bei der Entwicklung und Produktionseinführung einer neuen Baureihe von Industrienähmaschinen |                                                                   |
| 1976 ↑ | Heinz Holzmann | Betriebsdirektor | Für seinen Anteil bei der Entwicklung und Produktionseinführung einer neuen Baureihe von Industrienähmaschinen |                                                                   |
| 1976 ↑ | Egon Knüppel | Leiter des Konstruktionskollektivs Überwendlichnähmaschine | Für seinen Anteil bei der Entwicklung und Produktionseinführung einer neuen Baureihe von Industrienähmaschinen |                                                                   |
| 1976 ↑ | Horst Schnabel | Gruppenleiter der Fertigungstechnologie | Für seinen Anteil bei der Entwicklung und Produktionseinführung einer neuen Baureihe von Industrienähmaschinen |                                                                   |
| 1976 ↑ | Else Wrona | Lackschleiferin | Für seinen Anteil bei der Entwicklung und Produktionseinführung einer neuen Baureihe von Industrienähmaschinen |                                                                   |
| 1976 ↑ | Kollektiv „Futterbewertung und effektiver Futtereinsatz“ | Kollektiv „Futterbewertung und effektiver Futtereinsatz“ | Für seinen Anteil an der Erarbeitung eines neuen Systems der Futterbewertung und -planung und von Methoden zur Erhöhung der Futterökonomie sowie für ihre Überleitung in die Pflanzen- und Tierproduktion |                                                                   |
| 1976 ↑ | Dr. Arthur Chudy | Abteilungsleiter im Bereich Tierernährung des Forschungszentrums für Tierproduktion Dummerstorf-Rostock der Akademie der Landwirtschaftswissenschaften der DDR                                  | Für seinen Anteil an der Erarbeitung eines neuen Systems der Futterbewertung und -planung und von Methoden zur Erhöhung der Futterökonomie sowie für ihre Überleitung in die Pflanzen- und Tierproduktion |                                                                   |
| 1976 ↑ | Arno Hennig | Leiter der Fachgruppe Tierernährung Jena der Karl-Marx-Universität Leipzig | Für seinen Anteil an der Erarbeitung eines neuen Systems der Futterbewertung und -planung und von Methoden zur Erhöhung der Futterökonomie sowie für ihre Überleitung in die Pflanzen- und Tierproduktion |                                                                   |
| 1976 ↑ | Walter Laube | Direktor für Tierproduktionsforschung der Akademie der Landwirtschaftswissenschaften der DDR | Für seinen Anteil an der Erarbeitung eines neuen Systems der Futterbewertung und -planung und von Methoden zur Erhöhung der Futterökonomie sowie für ihre Überleitung in die Pflanzen- und Tierproduktion |                                                                   |
| 1976 ↑ | Siegfried Poppe | ordentlicher Professor und Direktor der Sektion Tierproduktion an der Wilhelm-Pieck-Universität Rostock                                                                                         | Für seinen Anteil an der Erarbeitung eines neuen Systems der Futterbewertung und -planung und von Methoden zur Erhöhung der Futterökonomie sowie für ihre Überleitung in die Pflanzen- und Tierproduktion |                                                                   |
| 1976 ↑ | Reinhard Schiemann | wissenschaftlicher Abteilungsleiter im Bereich Tierernährung des Forschungszentrums für Tierproduktion Dummerstorf-Rostock der Akademie der Landwirtschaftswissenschaften der DDR               | Für seinen Anteil an der Erarbeitung eines neuen Systems der Futterbewertung und -planung und von Methoden zur Erhöhung der Futterökonomie sowie für ihre Überleitung in die Pflanzen- und Tierproduktion |                                                                   |
| 1976 ↑ | Heinz Wendt | Direktor des VEG Greifswald | Für seinen Anteil an der Erarbeitung eines neuen Systems der Futterbewertung und -planung und von Methoden zur Erhöhung der Futterökonomie sowie für ihre Überleitung in die Pflanzen- und Tierproduktion |                                                                   |
| 1976 ↑ | Kollektiv „Geschichte der deutschen Literatur“ | Kollektiv „Geschichte der deutschen Literatur“ | Für seinen Anteil bei der Erarbeitung einer ersten umfassenden marxistisch-leninistischen Darstellung der Geschichte der deutschen Literatur von den Aufklärung bis zur Gegenwart |                                                                   |
| 1976 ↑ | Kurt Böttcher | Abteilungsleiter im Verlag „Volk und Wissen“ | Für seinen Anteil bei der Erarbeitung einer ersten umfassenden marxistisch-leninistischen Darstellung der Geschichte der deutschen Literatur von den Aufklärung bis zur Gegenwart |                                                                   |
| 1976 ↑ | Hans-Jürgen Geerdts | ordentlicher Professor an der Sektion Germanistik für Kunst- und Musikwissenschaft der Ernst-Mordtz-Arndt-Universität Greifswald                                                                | Für seinen Anteil bei der Erarbeitung einer ersten umfassenden marxistisch-leninistischen Darstellung der Geschichte der deutschen Literatur von den Aufklärung bis zur Gegenwart |                                                                   |
| 1976 ↑ | Horst Haase | Dozent und Fachrichtungsleiter am Institut für Gesellschaftswissenschaften beim ZK der SED | Für seinen Anteil bei der Erarbeitung einer ersten umfassenden marxistisch-leninistischen Darstellung der Geschichte der deutschen Literatur von den Aufklärung bis zur Gegenwart |                                                                   |
| 1976 ↑ | Hans Kaufmann | stellvertretender Direktor des Zentralinstituts für Literaturgeschichte der Akademie der Wissenschaften der DDR                                                                                 | Für seinen Anteil bei der Erarbeitung einer ersten umfassenden marxistisch-leninistischen Darstellung der Geschichte der deutschen Literatur von den Aufklärung bis zur Gegenwart |                                                                   |
| 1976 ↑ | Hans-Günther Thalheim | Bereichsdirektor im Zentralinstitut für Literaturgeschichte der Akademie der Wissenschaften der DDR                                                                                             | Für seinen Anteil bei der Erarbeitung einer ersten umfassenden marxistisch-leninistischen Darstellung der Geschichte der deutschen Literatur von den Aufklärung bis zur Gegenwart |                                                                   |
| 1976 ↑ | Kollektiv zur Erforschung der Pathologie der Tumoren des zentralen Nervensystems                                                                                       | Kollektiv zur Erforschung der Pathologie der Tumoren des zentralen Nervensystems | Für seine Leistungen auf dem Gebiet der experimentellen Pathologie der Geschwülste des Zentralnervensystems |                                                                   |
| 1976 ↑ | Werner Jänisch | ordentlicher Professor und Prorektor für Medizin an der Martin-Luther-Universität Halle-Wittenberg                                                                                              | Für seine Leistungen auf dem Gebiet der experimentellen Pathologie der Geschwülste des Zentralnervensystems |                                                                   |
| 1976 ↑ | Harry Güthert | ordentlicher Professor und Direktor des Pathologischen Instituts an der Medizinischen Akademie Erfurt                                                                                           | Für seine Leistungen auf dem Gebiet der experimentellen Pathologie der Geschwülste des Zentralnervensystems |                                                                   |
| 1976 ↑ | Dieter Schreiber | Hochschuldozent am Pathologischen Institut der Martin-Luther-Universität Halle-Wittenberg | Für seine Leistungen auf dem Gebiet der experimentellen Pathologie der Geschwülste des Zentralnervensystems |                                                                   |
| 1976 ↑ | Olaf Bunke | ordentlicher Professor an der Sektion Mathematik der Humboldt-Universität zu Berlin und ordentliches Mitglied der Akademie der Wissenschaften der DDR                                           | Für seine wissenschaftlich-schöpferischen Leistungen auf dem Gebiet der mathematischen Statistik und ihrer Anwendung |                                                                   |
| 1977 ↑ | Kollektiv „Fügeautomat für Verschlußlamellen-Baugruppen“ im Kombinat VEB Pentacon Dresden                                                                              | Kollektiv „Fügeautomat für Verschlußlamellen-Baugruppen“ im Kombinat VEB Pentacon Dresden | Für seinen Anteil an der Automatisierung von Montageprozessen in der Kameraindustrie |                                                                   |
| 1977 ↑ | Günther Gnauck | | Für seinen Anteil an der Automatisierung von Montageprozessen in der Kameraindustrie |                                                                   |
| 1977 ↑ | Horst Graeff | | Für seinen Anteil an der Automatisierung von Montageprozessen in der Kameraindustrie |                                                                   |
| 1977 ↑ | Hans-Dieter Herold | | Für seinen Anteil an der Automatisierung von Montageprozessen in der Kameraindustrie |                                                                   |
| 1977 ↑ | Reiner Pfaff | | Für seinen Anteil an der Automatisierung von Montageprozessen in der Kameraindustrie |                                                                   |
| 1977 ↑ | Manfred Seifert | | Für seinen Anteil an der Automatisierung von Montageprozessen in der Kameraindustrie |                                                                   |
| 1977 ↑ | Joachim Voß | | Für seinen Anteil an der Automatisierung von Montageprozessen in der Kameraindustrie |                                                                   |
| 1977 ↑ | Kollektiv „Entwicklung hochproduktiver Kupferfolienerzeugungs- und -nachbehandlungsautomaten“                                                                          | Kollektiv „Entwicklung hochproduktiver Kupferfolienerzeugungs- und -nachbehandlungsautomaten“                                                                                                   | Für seinen Anteil an der Sicherung der Bereitstellung von Kupferfolie für die Elektroindustrie |                                                                   |
| 1977 ↑ | Gerhard Kähne | | Für seinen Anteil an der Sicherung der Bereitstellung von Kupferfolie für die Elektroindustrie |                                                                   |
| 1977 ↑ | Günter Kähnert | | Für seinen Anteil an der Sicherung der Bereitstellung von Kupferfolie für die Elektroindustrie |                                                                   |
| 1977 ↑ | Franz Krümmling | | Für seinen Anteil an der Sicherung der Bereitstellung von Kupferfolie für die Elektroindustrie |                                                                   |
| 1977 ↑ | Cordt Schmidt | | Für seinen Anteil an der Sicherung der Bereitstellung von Kupferfolie für die Elektroindustrie |                                                                   |
| 1977 ↑ | Alexander Strauch | | Für seinen Anteil an der Sicherung der Bereitstellung von Kupferfolie für die Elektroindustrie |                                                                   |
| 1977 ↑ | Günter Wiezorek | | Für seinen Anteil an der Sicherung der Bereitstellung von Kupferfolie für die Elektroindustrie |                                                                   |
| 1977 ↑ | Wolfgang Zergiebel | | Für seinen Anteil an der Sicherung der Bereitstellung von Kupferfolie für die Elektroindustrie |                                                                   |
| 1977 ↑ | Kollektiv „Unifizierte Reihe Mittelmaschinen“ im VEB Elektromaschinenbau Sachsenwerk Dresden                                                                           | Kollektiv „Unifizierte Reihe Mittelmaschinen“ im VEB Elektromaschinenbau Sachsenwerk Dresden | Für seinen Anteil an der Entwicklung und Produktionseinführung einer einheitlichen Reihe elektrischer Maschinen |                                                                   |
| 1977 ↑ | Karl-Heinz Hübler | | Für seinen Anteil an der Entwicklung und Produktionseinführung einer einheitlichen Reihe elektrischer Maschinen |                                                                   |
| 1977 ↑ | Wilfried Neubert | | Für seinen Anteil an der Entwicklung und Produktionseinführung einer einheitlichen Reihe elektrischer Maschinen |                                                                   |
| 1977 ↑ | Bernd Pilih | | Für seinen Anteil an der Entwicklung und Produktionseinführung einer einheitlichen Reihe elektrischer Maschinen |                                                                   |
| 1977 ↑ | Heinz Sander | | Für seinen Anteil an der Entwicklung und Produktionseinführung einer einheitlichen Reihe elektrischer Maschinen |                                                                   |
| 1977 ↑ | Günter Vogt | | Für seinen Anteil an der Entwicklung und Produktionseinführung einer einheitlichen Reihe elektrischer Maschinen |                                                                   |
| 1977 ↑ | Heinz Winter | | Für seinen Anteil an der Entwicklung und Produktionseinführung einer einheitlichen Reihe elektrischer Maschinen |                                                                   |
| 1977 ↑ | Entwicklungskollektiv „815 t/h-Dampferzeuger“ im VEB Kombinat Dampferzeugerbau Berlin                                                                                  | Entwicklungskollektiv „815 t/h-Dampferzeuger“ im VEB Kombinat Dampferzeugerbau Berlin | Für seinen Anteil an der Entwicklung und Inbetriebnahme von Dampferzeugern mit 815 t/h Leistung für Großkraftwerke mit 500 MW-Blockeinheiten auf Basis Rohbraunkohle |                                                                   |
| 1977 ↑ | Kurt Faude | | Für seinen Anteil an der Entwicklung und Inbetriebnahme von Dampferzeugern mit 815 t/h Leistung für Großkraftwerke mit 500 MW-Blockeinheiten auf Basis Rohbraunkohle |                                                                   |
| 1977 ↑ | Konrad Haase | | Für seinen Anteil an der Entwicklung und Inbetriebnahme von Dampferzeugern mit 815 t/h Leistung für Großkraftwerke mit 500 MW-Blockeinheiten auf Basis Rohbraunkohle |                                                                   |
| 1977 ↑ | Hans-Jürgen Jakobsen | | Für seinen Anteil an der Entwicklung und Inbetriebnahme von Dampferzeugern mit 815 t/h Leistung für Großkraftwerke mit 500 MW-Blockeinheiten auf Basis Rohbraunkohle |                                                                   |
| 1977 ↑ | Joachim Kanter | | Für seinen Anteil an der Entwicklung und Inbetriebnahme von Dampferzeugern mit 815 t/h Leistung für Großkraftwerke mit 500 MW-Blockeinheiten auf Basis Rohbraunkohle |                                                                   |
| 1977 ↑ | Friedrich von Ludwig | | Für seinen Anteil an der Entwicklung und Inbetriebnahme von Dampferzeugern mit 815 t/h Leistung für Großkraftwerke mit 500 MW-Blockeinheiten auf Basis Rohbraunkohle |                                                                   |
| 1977 ↑ | Gunter Thor | | Für seinen Anteil an der Entwicklung und Inbetriebnahme von Dampferzeugern mit 815 t/h Leistung für Großkraftwerke mit 500 MW-Blockeinheiten auf Basis Rohbraunkohle |                                                                   |
| 1977 ↑ | Kollektiv „Erhöhung der Zinnproduktion“ | Kollektiv „Erhöhung der Zinnproduktion“ | Für seinen Anteil an der Entwicklung und Einführung, neuer Technologien zur Steigerung der Zinnproduktion aus einheimischen Rohstoffen |                                                                   |
| 1977 ↑ | Karl-Heinz Brand | | Für seinen Anteil an der Entwicklung und Einführung, neuer Technologien zur Steigerung der Zinnproduktion aus einheimischen Rohstoffen |                                                                   |
| 1977 ↑ | Gerhard Martin | | Für seinen Anteil an der Entwicklung und Einführung, neuer Technologien zur Steigerung der Zinnproduktion aus einheimischen Rohstoffen |                                                                   |
| 1977 ↑ | Ludwig Müller | | Für seinen Anteil an der Entwicklung und Einführung, neuer Technologien zur Steigerung der Zinnproduktion aus einheimischen Rohstoffen |                                                                   |
| 1977 ↑ | Lutz Nierling | | Für seinen Anteil an der Entwicklung und Einführung, neuer Technologien zur Steigerung der Zinnproduktion aus einheimischen Rohstoffen |                                                                   |
| 1977 ↑ | Günter Oppelt | | Für seinen Anteil an der Entwicklung und Einführung, neuer Technologien zur Steigerung der Zinnproduktion aus einheimischen Rohstoffen |                                                                   |
| 1977 ↑ | Edelhard Töpfer | | Für seinen Anteil an der Entwicklung und Einführung, neuer Technologien zur Steigerung der Zinnproduktion aus einheimischen Rohstoffen |                                                                   |
| 1977 ↑ | Werner Trinks | | Für seinen Anteil an der Entwicklung und Einführung, neuer Technologien zur Steigerung der Zinnproduktion aus einheimischen Rohstoffen |                                                                   |
| 1977 ↑ | Kollektiv „Wohnungsbauserie 70“ | Kollektiv „Wohnungsbauserie 70“ | Für seinen Anteil an der Entwicklung und Einführung der Plattenbauweise zur Realisierung des Wohnungsbauprogramms der DDR |                                                                   |
| 1977 ↑ | Günter Börser | | Für seinen Anteil an der Entwicklung und Einführung der Plattenbauweise zur Realisierung des Wohnungsbauprogramms der DDR |                                                                   |
| 1977 ↑ | Gerhard Herholdt | | Für seinen Anteil an der Entwicklung und Einführung der Plattenbauweise zur Realisierung des Wohnungsbauprogramms der DDR |                                                                   |
| 1977 ↑ | Berthold Kapahnke | | Für seinen Anteil an der Entwicklung und Einführung der Plattenbauweise zur Realisierung des Wohnungsbauprogramms der DDR |                                                                   |
| 1977 ↑ | Klaus Schammler | | Für seinen Anteil an der Entwicklung und Einführung der Plattenbauweise zur Realisierung des Wohnungsbauprogramms der DDR |                                                                   |
| 1977 ↑ | Kurt Wickmann | | Für seinen Anteil an der Entwicklung und Einführung der Plattenbauweise zur Realisierung des Wohnungsbauprogramms der DDR |                                                                   |
| 1977 ↑ | Kollektiv „Folienfaserstoffherstellung und Verarbeitung“ | Kollektiv „Folienfaserstoffherstellung und Verarbeitung“ | Für seinen Anteil an der Erarbeitung der wissenschaftlichen Grundlagen und einer neuen Verfahrenstechnik zur Herstellung textiler Flächengebilde aus Folien unter Verwendung von Sekundärrohstoffen |                                                                   |
| 1977 ↑ | Werner Berger | | Für seinen Anteil an der Erarbeitung der wissenschaftlichen Grundlagen und einer neuen Verfahrenstechnik zur Herstellung textiler Flächengebilde aus Folien unter Verwendung von Sekundärrohstoffen |                                                                   |
| 1977 ↑ | Hartmut Franz | | Für seinen Anteil an der Erarbeitung der wissenschaftlichen Grundlagen und einer neuen Verfahrenstechnik zur Herstellung textiler Flächengebilde aus Folien unter Verwendung von Sekundärrohstoffen |                                                                   |
| 1977 ↑ | Werner Jakob | | Für seinen Anteil an der Erarbeitung der wissenschaftlichen Grundlagen und einer neuen Verfahrenstechnik zur Herstellung textiler Flächengebilde aus Folien unter Verwendung von Sekundärrohstoffen |                                                                   |
| 1977 ↑ | Hans-Werner Kammer | | Für seinen Anteil an der Erarbeitung der wissenschaftlichen Grundlagen und einer neuen Verfahrenstechnik zur Herstellung textiler Flächengebilde aus Folien unter Verwendung von Sekundärrohstoffen |                                                                   |
| 1977 ↑ | Kurt Markel | | Für seinen Anteil an der Erarbeitung der wissenschaftlichen Grundlagen und einer neuen Verfahrenstechnik zur Herstellung textiler Flächengebilde aus Folien unter Verwendung von Sekundärrohstoffen |                                                                   |
| 1977 ↑ | Christoph Michels | | Für seinen Anteil an der Erarbeitung der wissenschaftlichen Grundlagen und einer neuen Verfahrenstechnik zur Herstellung textiler Flächengebilde aus Folien unter Verwendung von Sekundärrohstoffen |                                                                   |
| 1977 ↑ | Siegfried Miersch | | Für seinen Anteil an der Erarbeitung der wissenschaftlichen Grundlagen und einer neuen Verfahrenstechnik zur Herstellung textiler Flächengebilde aus Folien unter Verwendung von Sekundärrohstoffen |                                                                   |
| 1977 ↑ | Kollektiv „Liroflor“ im VEB Obererzgebirgische Posamenten- und Effektenwerke Annaberg                                                                                  | Kollektiv „Liroflor“ im VEB Obererzgebirgische Posamenten- und Effektenwerke Annaberg | Für seinen Anteil an der Entwicklung und großtechnischen Anwendung einer neuen Technologie zur Herstellung von gewirkten Florteppichen |                                                                   |
| 1977 ↑ | Wolfgang Georgi | | Für seinen Anteil an der Entwicklung und großtechnischen Anwendung einer neuen Technologie zur Herstellung von gewirkten Florteppichen |                                                                   |
| 1977 ↑ | Dieter Happel | | Für seinen Anteil an der Entwicklung und großtechnischen Anwendung einer neuen Technologie zur Herstellung von gewirkten Florteppichen |                                                                   |
| 1977 ↑ | Heinz Lindner | | Für seinen Anteil an der Entwicklung und großtechnischen Anwendung einer neuen Technologie zur Herstellung von gewirkten Florteppichen |                                                                   |
| 1977 ↑ | Jörgen Martin | | Für seinen Anteil an der Entwicklung und großtechnischen Anwendung einer neuen Technologie zur Herstellung von gewirkten Florteppichen |                                                                   |
| 1977 ↑ | Werner Oehm | | Für seinen Anteil an der Entwicklung und großtechnischen Anwendung einer neuen Technologie zur Herstellung von gewirkten Florteppichen |                                                                   |
| 1977 ↑ | Fritz Stopp | | Für seinen Anteil an der Entwicklung und großtechnischen Anwendung einer neuen Technologie zur Herstellung von gewirkten Florteppichen |                                                                   |
| 1977 ↑ | Kollektiv „Strohpelletierung“ | Kollektiv „Strohpelletierung“ | Für seinen Anteil an der Entwicklung und Einführung neuer Verfahren zur Nutzung von Stroh für die Fütterung |                                                                   |
| 1977 ↑ | Fritz Berg | | Für seinen Anteil an der Entwicklung und Einführung neuer Verfahren zur Nutzung von Stroh für die Fütterung |                                                                   |
| 1977 ↑ | Hans Bergner | | Für seinen Anteil an der Entwicklung und Einführung neuer Verfahren zur Nutzung von Stroh für die Fütterung |                                                                   |
| 1977 ↑ | Egon Möller | | Für seinen Anteil an der Entwicklung und Einführung neuer Verfahren zur Nutzung von Stroh für die Fütterung |                                                                   |
| 1977 ↑ | Siegfried Prüfer | | Für seinen Anteil an der Entwicklung und Einführung neuer Verfahren zur Nutzung von Stroh für die Fütterung |                                                                   |
| 1977 ↑ | Ernst Tietze | | Für seinen Anteil an der Entwicklung und Einführung neuer Verfahren zur Nutzung von Stroh für die Fütterung |                                                                   |
| 1977 ↑ | Barbara Widera | | Für seinen Anteil an der Entwicklung und Einführung neuer Verfahren zur Nutzung von Stroh für die Fütterung |                                                                   |
| 1977 ↑ | Kollektiv „Entwicklung und Fertigung von lyophilisierter Schweinespalthaut“                                                                                            | Kollektiv „Entwicklung und Fertigung von lyophilisierter Schweinespalthaut“ | Für seinen Anteil an der Schaffung von wissenschaftlichen Grundlagen für die Herstellung eines Mittels für die Behandlung großflächiger Wunden |                                                                   |
| 1977 ↑ | Siegfried Kiene | | Für seinen Anteil an der Schaffung von wissenschaftlichen Grundlagen für die Herstellung eines Mittels für die Behandlung großflächiger Wunden |                                                                   |
| 1977 ↑ | Hans Lemmerich | | Für seinen Anteil an der Schaffung von wissenschaftlichen Grundlagen für die Herstellung eines Mittels für die Behandlung großflächiger Wunden |                                                                   |
| 1977 ↑ | Joachim Roewer | | Für seinen Anteil an der Schaffung von wissenschaftlichen Grundlagen für die Herstellung eines Mittels für die Behandlung großflächiger Wunden |                                                                   |
| 1977 ↑ | Wilfried Siegel | | Für seinen Anteil an der Schaffung von wissenschaftlichen Grundlagen für die Herstellung eines Mittels für die Behandlung großflächiger Wunden |                                                                   |
| 1977 ↑ | Kollektiv „Erforschung tumorassoziierter Antigene“ | Kollektiv „Erforschung tumorassoziierter Antigene“ | Für seinen Anteil an der Schaffung wissenschaftlicher Grundlagen für die Entwicklung und den Einsatz eines Tests auf immunologischer Basis |                                                                   |
| 1977 ↑ | Rüdiger von Baehr | | Für seinen Anteil an der Schaffung wissenschaftlicher Grundlagen für die Entwicklung und den Einsatz eines Tests auf immunologischer Basis |                                                                   |
| 1977 ↑ | Helmut Friemel | | Für seinen Anteil an der Schaffung wissenschaftlicher Grundlagen für die Entwicklung und den Einsatz eines Tests auf immunologischer Basis |                                                                   |
| 1977 ↑ | Jürgen Irmscher | | Für seinen Anteil an der Schaffung wissenschaftlicher Grundlagen für die Entwicklung und den Einsatz eines Tests auf immunologischer Basis |                                                                   |
| 1977 ↑ | Hans-Ludwig Jenssen | | Für seinen Anteil an der Schaffung wissenschaftlicher Grundlagen für die Entwicklung und den Einsatz eines Tests auf immunologischer Basis |                                                                   |
| 1977 ↑ | Martin Müller | | Für seinen Anteil an der Schaffung wissenschaftlicher Grundlagen für die Entwicklung und den Einsatz eines Tests auf immunologischer Basis |                                                                   |
| 1977 ↑ | Horst Klinkmann | ordentlicher Professor und Direktor der Klinik für Innere Medizin im Bereich Medizin der Wilhelm-Pieck-Universität Rostock                                                                      | Für seine Verdienste bei der Entwicklung der künstlichen Niere in der DDR sowie seine wissenschaftlichen Arbeiten bei der Erforschung und Behandlung chronischer Nierenkrankheiten |                                                                   |
| 1978 ↑ | Kollektiv aus dem VEB Petrolchemisches Kombinat Schwedt, Stammbetrieb                                                                                                  | Kollektiv aus dem VEB Petrolchemisches Kombinat Schwedt, Stammbetrieb | Für seinen Anteil an der Entwicklung und Einführung einer neuen Technologie zur Erzeugung von Xylol |                                                                   |
| 1978 ↑ | Hans-Joachim Barz | | Für seinen Anteil an der Entwicklung und Einführung einer neuen Technologie zur Erzeugung von Xylol |                                                                   |
| 1978 ↑ | Hermann Franke | | Für seinen Anteil an der Entwicklung und Einführung einer neuen Technologie zur Erzeugung von Xylol |                                                                   |
| 1978 ↑ | Eberhard Höpfner | | Für seinen Anteil an der Entwicklung und Einführung einer neuen Technologie zur Erzeugung von Xylol |                                                                   |
| 1978 ↑ | Jürgen Klempin | | Für seinen Anteil an der Entwicklung und Einführung einer neuen Technologie zur Erzeugung von Xylol |                                                                   |
| 1978 ↑ | Felix Lippold | | Für seinen Anteil an der Entwicklung und Einführung einer neuen Technologie zur Erzeugung von Xylol |                                                                   |
| 1978 ↑ | Erhard Schreiber | | Für seinen Anteil an der Entwicklung und Einführung einer neuen Technologie zur Erzeugung von Xylol |                                                                   |
| 1978 ↑ | Kollektiv „Vorbereitung und Anwendung der Schweißtechnik am linearen Teil des Zentralen Jugendobjektes Drushba-Trasse“                                                 | Kollektiv „Vorbereitung und Anwendung der Schweißtechnik am linearen Teil des Zentralen Jugendobjektes Drushba-Trasse“                                                                          | Für seinen Anteil an der Entwicklung und dem Einsatz moderner Verfahren und Technologien beim Schweißen der Rohrleitung mit einem Durchmesser von 1400 mm |                                                                   |
| 1978 ↑ | Bernd Bonso | | Für seinen Anteil an der Entwicklung und dem Einsatz moderner Verfahren und Technologien beim Schweißen der Rohrleitung mit einem Durchmesser von 1400 mm |                                                                   |
| 1978 ↑ | Reinhard Fitzer | | Für seinen Anteil an der Entwicklung und dem Einsatz moderner Verfahren und Technologien beim Schweißen der Rohrleitung mit einem Durchmesser von 1400 mm |                                                                   |
| 1978 ↑ | Roland Kiesinger | | Für seinen Anteil an der Entwicklung und dem Einsatz moderner Verfahren und Technologien beim Schweißen der Rohrleitung mit einem Durchmesser von 1400 mm |                                                                   |
| 1978 ↑ | Uwe Kleinstück | | Für seinen Anteil an der Entwicklung und dem Einsatz moderner Verfahren und Technologien beim Schweißen der Rohrleitung mit einem Durchmesser von 1400 mm |                                                                   |
| 1978 ↑ | Armin Maikstadt | | Für seinen Anteil an der Entwicklung und dem Einsatz moderner Verfahren und Technologien beim Schweißen der Rohrleitung mit einem Durchmesser von 1400 mm |                                                                   |
| 1978 ↑ | Rolf Meyer | | Für seinen Anteil an der Entwicklung und dem Einsatz moderner Verfahren und Technologien beim Schweißen der Rohrleitung mit einem Durchmesser von 1400 mm |                                                                   |
| 1978 ↑ | Kollektiv „Wofatit-Entwicklung“ im VEB Chemiekombinat Bitterfeld | Kollektiv „Wofatit-Entwicklung“ im VEB Chemiekombinat Bitterfeld | Für seinen Anteil an der Schaffung der wissenschaftlich-technischen Grundlagen für die Einführung eines Sortiments an Ionenaustauschern |                                                                   |
| 1978 ↑ | Reinhard Bachmann | | Für seinen Anteil an der Schaffung der wissenschaftlich-technischen Grundlagen für die Einführung eines Sortiments an Ionenaustauschern |                                                                   |
| 1978 ↑ | Klaus Häupke | | Für seinen Anteil an der Schaffung der wissenschaftlich-technischen Grundlagen für die Einführung eines Sortiments an Ionenaustauschern |                                                                   |
| 1978 ↑ | Gerhard Schwachula | | Für seinen Anteil an der Schaffung der wissenschaftlich-technischen Grundlagen für die Einführung eines Sortiments an Ionenaustauschern |                                                                   |
| 1978 ↑ | Karl-Heinz Siekiera | | Für seinen Anteil an der Schaffung der wissenschaftlich-technischen Grundlagen für die Einführung eines Sortiments an Ionenaustauschern |                                                                   |
| 1978 ↑ | Kurt Wegewitz | | Für seinen Anteil an der Schaffung der wissenschaftlich-technischen Grundlagen für die Einführung eines Sortiments an Ionenaustauschern |                                                                   |
| 1978 ↑ | Horst Wilhelm | | Für seinen Anteil an der Schaffung der wissenschaftlich-technischen Grundlagen für die Einführung eines Sortiments an Ionenaustauschern |                                                                   |
| 1978 ↑ | Kollektiv „Projektions-Überdeckungsrepeater“ im VEB Carl Zeiss Jena | Kollektiv „Projektions-Überdeckungsrepeater“ im VEB Carl Zeiss Jena | Für seinen Anteil an der Entwicklung und Produktionsüberleitung einer leistungsfähigen technologischen Ausrüstung für die Mikroelektronik |                                                                   |
| 1978 ↑ | Stephan Hartung | | Für seinen Anteil an der Entwicklung und Produktionsüberleitung einer leistungsfähigen technologischen Ausrüstung für die Mikroelektronik |                                                                   |
| 1978 ↑ | Kurt Heß | | Für seinen Anteil an der Entwicklung und Produktionsüberleitung einer leistungsfähigen technologischen Ausrüstung für die Mikroelektronik |                                                                   |
| 1978 ↑ | Gerhard Roelofs | | Für seinen Anteil an der Entwicklung und Produktionsüberleitung einer leistungsfähigen technologischen Ausrüstung für die Mikroelektronik |                                                                   |
| 1978 ↑ | Siegfried Sollfrank | | Für seinen Anteil an der Entwicklung und Produktionsüberleitung einer leistungsfähigen technologischen Ausrüstung für die Mikroelektronik |                                                                   |
| 1978 ↑ | Heinz Sulfrian | | Für seinen Anteil an der Entwicklung und Produktionsüberleitung einer leistungsfähigen technologischen Ausrüstung für die Mikroelektronik |                                                                   |
| 1978 ↑ | Albin Werner | | Für seinen Anteil an der Entwicklung und Produktionsüberleitung einer leistungsfähigen technologischen Ausrüstung für die Mikroelektronik |                                                                   |
| 1978 ↑ | Kollektiv „TRIROTA-SL-Feinstfräsmaschine“ der Akademie der Wissenschaften der DDR                                                                                      | Kollektiv „TRIROTA-SL-Feinstfräsmaschine“ der Akademie der Wissenschaften der DDR | Für seinen Anteil an der Schaffung der wissenschaftlich-technischen Grundlagen eines neuen Verfahrens und einer Anlage zur Fertigung hochleistungsfähiger optischer Linsen |                                                                   |
| 1978 ↑ | Klaus Junge | | Für seinen Anteil an der Schaffung der wissenschaftlich-technischen Grundlagen eines neuen Verfahrens und einer Anlage zur Fertigung hochleistungsfähiger optischer Linsen |                                                                   |
| 1978 ↑ | Rolf Riekher | | Für seinen Anteil an der Schaffung der wissenschaftlich-technischen Grundlagen eines neuen Verfahrens und einer Anlage zur Fertigung hochleistungsfähiger optischer Linsen |                                                                   |
| 1978 ↑ | Arthur Wiemer | | Für seinen Anteil an der Schaffung der wissenschaftlich-technischen Grundlagen eines neuen Verfahrens und einer Anlage zur Fertigung hochleistungsfähiger optischer Linsen |                                                                   |
| 1978 ↑ | Kollektiv „Intensivierung der Braunkohlen-Hochtemperatur-Koksproduktion“ im VEB Gaskombinat Schwarze Pumpe, Stammbetrieb                                               | Kollektiv „Intensivierung der Braunkohlen-Hochtemperatur-Koksproduktion“ im VEB Gaskombinat Schwarze Pumpe, Stammbetrieb                                                                        | Für seinen Anteil an der schnellen Überleitung neuer wissenschaftlich-technischer Erkenntnisse auf dem Gebiet der Braunkohlen-Hochtemperatur-Verkokung |                                                                   |
| 1978 ↑ | Wolfgang Fronzek | | Für seinen Anteil an der schnellen Überleitung neuer wissenschaftlich-technischer Erkenntnisse auf dem Gebiet der Braunkohlen-Hochtemperatur-Verkokung |                                                                   |
| 1978 ↑ | Lutz Kögel | | Für seinen Anteil an der schnellen Überleitung neuer wissenschaftlich-technischer Erkenntnisse auf dem Gebiet der Braunkohlen-Hochtemperatur-Verkokung |                                                                   |
| 1978 ↑ | Christian Kruscha | | Für seinen Anteil an der schnellen Überleitung neuer wissenschaftlich-technischer Erkenntnisse auf dem Gebiet der Braunkohlen-Hochtemperatur-Verkokung |                                                                   |
| 1978 ↑ | Günter Matyschok | | Für seinen Anteil an der schnellen Überleitung neuer wissenschaftlich-technischer Erkenntnisse auf dem Gebiet der Braunkohlen-Hochtemperatur-Verkokung |                                                                   |
| 1978 ↑ | Ernst Richter | | Für seinen Anteil an der schnellen Überleitung neuer wissenschaftlich-technischer Erkenntnisse auf dem Gebiet der Braunkohlen-Hochtemperatur-Verkokung |                                                                   |
| 1978 ↑ | Fritz Schkommodau | | Für seinen Anteil an der schnellen Überleitung neuer wissenschaftlich-technischer Erkenntnisse auf dem Gebiet der Braunkohlen-Hochtemperatur-Verkokung |                                                                   |
| 1978 ↑ | Forschungs- und Entwicklungskollektiv „Korrosionsfestes Leichtbaurohrsystem“                                                                                           | Forschungs- und Entwicklungskollektiv „Korrosionsfestes Leichtbaurohrsystem“ | Für seinen Anteil an der wissenschaftlich-technischen Vorbereitung und dem Einsatz neuer Lüftungssysteme in Anlagen der industriellen Tierproduktion und in Industriebetrieben |                                                                   |
| 1978 ↑ | Gert Bartmuß | | Für seinen Anteil an der wissenschaftlich-technischen Vorbereitung und dem Einsatz neuer Lüftungssysteme in Anlagen der industriellen Tierproduktion und in Industriebetrieben |                                                                   |
| 1978 ↑ | Heinz Freudenberg | | Für seinen Anteil an der wissenschaftlich-technischen Vorbereitung und dem Einsatz neuer Lüftungssysteme in Anlagen der industriellen Tierproduktion und in Industriebetrieben |                                                                   |
| 1978 ↑ | Günter Heinrich | | Für seinen Anteil an der wissenschaftlich-technischen Vorbereitung und dem Einsatz neuer Lüftungssysteme in Anlagen der industriellen Tierproduktion und in Industriebetrieben |                                                                   |
| 1978 ↑ | Harry Hilbert | | Für seinen Anteil an der wissenschaftlich-technischen Vorbereitung und dem Einsatz neuer Lüftungssysteme in Anlagen der industriellen Tierproduktion und in Industriebetrieben |                                                                   |
| 1978 ↑ | Friedrich Krause | | Für seinen Anteil an der wissenschaftlich-technischen Vorbereitung und dem Einsatz neuer Lüftungssysteme in Anlagen der industriellen Tierproduktion und in Industriebetrieben |                                                                   |
| 1978 ↑ | Johannes Neubert | | Für seinen Anteil an der wissenschaftlich-technischen Vorbereitung und dem Einsatz neuer Lüftungssysteme in Anlagen der industriellen Tierproduktion und in Industriebetrieben |                                                                   |
| 1978 ↑ | Dieter Toufar | | Für seinen Anteil an der wissenschaftlich-technischen Vorbereitung und dem Einsatz neuer Lüftungssysteme in Anlagen der industriellen Tierproduktion und in Industriebetrieben |                                                                   |
| 1978 ↑ | Entwicklungskollektiv aus dem Kombinat VEB Wirkmaschinenbau Karl-Marx-Stadt, Stammbetrieb                                                                              | Entwicklungskollektiv aus dem Kombinat VEB Wirkmaschinenbau Karl-Marx-Stadt, Stammbetrieb | Für seinen Anteil an der Konstruktion und Herstellung einer hochproduktiven Maschine zur Fertigung von gewirkten Teppichen nach einer neuen Technologie |                                                                   |
| 1978 ↑ | Eberhard Beschnitt | | Für seinen Anteil an der Konstruktion und Herstellung einer hochproduktiven Maschine zur Fertigung von gewirkten Teppichen nach einer neuen Technologie |                                                                   |
| 1978 ↑ | Werner Brey | | Für seinen Anteil an der Konstruktion und Herstellung einer hochproduktiven Maschine zur Fertigung von gewirkten Teppichen nach einer neuen Technologie |                                                                   |
| 1978 ↑ | Reinhold Lasch | | Für seinen Anteil an der Konstruktion und Herstellung einer hochproduktiven Maschine zur Fertigung von gewirkten Teppichen nach einer neuen Technologie |                                                                   |
| 1978 ↑ | Wolfgang Neubert | | Für seinen Anteil an der Konstruktion und Herstellung einer hochproduktiven Maschine zur Fertigung von gewirkten Teppichen nach einer neuen Technologie |                                                                   |
| 1978 ↑ | Frank Schubert | | Für seinen Anteil an der Konstruktion und Herstellung einer hochproduktiven Maschine zur Fertigung von gewirkten Teppichen nach einer neuen Technologie |                                                                   |
| 1978 ↑ | Gert Zeidler | | Für seinen Anteil an der Konstruktion und Herstellung einer hochproduktiven Maschine zur Fertigung von gewirkten Teppichen nach einer neuen Technologie |                                                                   |
| 1978 ↑ | Entwicklungskollektiv „Bergbau-Großgeräte“ im VEB Bergwerksmaschinen Dietlas                                                                                           | Entwicklungskollektiv „Bergbau-Großgeräte“ im VEB Bergwerksmaschinen Dietlas | Für seinen Anteil an der Entwicklung hochwertiger Rationalisierungsmittel für den Kalibergbau |                                                                   |
| 1978 ↑ | Dieter Fehr | | Für seinen Anteil an der Entwicklung hochwertiger Rationalisierungsmittel für den Kalibergbau |                                                                   |
| 1978 ↑ | Siegfried Hörmann | | Für seinen Anteil an der Entwicklung hochwertiger Rationalisierungsmittel für den Kalibergbau |                                                                   |
| 1978 ↑ | Werner Kaiser | | Für seinen Anteil an der Entwicklung hochwertiger Rationalisierungsmittel für den Kalibergbau |                                                                   |
| 1978 ↑ | Klaus Ritz | | Für seinen Anteil an der Entwicklung hochwertiger Rationalisierungsmittel für den Kalibergbau |                                                                   |
| 1978 ↑ | Manfred Schäfer | | Für seinen Anteil an der Entwicklung hochwertiger Rationalisierungsmittel für den Kalibergbau |                                                                   |
| 1978 ↑ | Rolf Tanz | | Für seinen Anteil an der Entwicklung hochwertiger Rationalisierungsmittel für den Kalibergbau |                                                                   |
| 1978 ↑ | Kollektiv der Medizinischen Akademie „Carl Gustav Carus“ Dresden | Kollektiv der Medizinischen Akademie „Carl Gustav Carus“ Dresden | Für seinen Anteil am erfolgreichen Abschluss der experimentellen Forschungsarbeiten zur Durchführung von Lebertransplantationen |                                                                   |
| 1978 ↑ | Rüdiger Häcker | | Für seinen Anteil am erfolgreichen Abschluss der experimentellen Forschungsarbeiten zur Durchführung von Lebertransplantationen |                                                                   |
| 1978 ↑ | Gerhard Lauschke | | Für seinen Anteil am erfolgreichen Abschluss der experimentellen Forschungsarbeiten zur Durchführung von Lebertransplantationen |                                                                   |
| 1978 ↑ | Gerd Otto | | Für seinen Anteil am erfolgreichen Abschluss der experimentellen Forschungsarbeiten zur Durchführung von Lebertransplantationen |                                                                   |
| 1978 ↑ | Helga Schiffner | | Für seinen Anteil am erfolgreichen Abschluss der experimentellen Forschungsarbeiten zur Durchführung von Lebertransplantationen |                                                                   |
| 1978 ↑ | Helmut Wolff | | Für seinen Anteil am erfolgreichen Abschluss der experimentellen Forschungsarbeiten zur Durchführung von Lebertransplantationen |                                                                   |
| 1978 ↑ | Karin Wolff | | Für seinen Anteil am erfolgreichen Abschluss der experimentellen Forschungsarbeiten zur Durchführung von Lebertransplantationen |                                                                   |
| 1978 ↑ | Kollektiv „Geschichte der Sozialistischen Einheitspartei Deutschlands - Abriß“ im Institut für Marxismus-Leninismus beim Zentralkomitee der SED                        | Kollektiv „Geschichte der Sozialistischen Einheitspartei Deutschlands - Abriß“ im Institut für Marxismus-Leninismus beim Zentralkomitee der SED                                                 | Für seinen Anteil an der Erforschung der Geschichte der DDR, insbesondere bei der Ausarbeitung der Geschichte der Sozialistischen Einheitspartei Deutschlands |                                                                   |
| 1978 ↑ | Günter Benser | | Für seinen Anteil an der Erforschung der Geschichte der DDR, insbesondere bei der Ausarbeitung der Geschichte der Sozialistischen Einheitspartei Deutschlands |                                                                   |
| 1978 ↑ | Ernst Diehl | | Für seinen Anteil an der Erforschung der Geschichte der DDR, insbesondere bei der Ausarbeitung der Geschichte der Sozialistischen Einheitspartei Deutschlands |                                                                   |
| 1978 ↑ | Gerhard Roßmann | | Für seinen Anteil an der Erforschung der Geschichte der DDR, insbesondere bei der Ausarbeitung der Geschichte der Sozialistischen Einheitspartei Deutschlands |                                                                   |
| 1978 ↑ | Eckhard Trümpler | | Für seinen Anteil an der Erforschung der Geschichte der DDR, insbesondere bei der Ausarbeitung der Geschichte der Sozialistischen Einheitspartei Deutschlands |                                                                   |
| 1978 ↑ | Kollektiv aus dem Zentralinstitut für Sprachwissenschaft der Akademie der Wissenschaften der DDR                                                                       | Kollektiv aus dem Zentralinstitut für Sprachwissenschaft der Akademie der Wissenschaften der DDR                                                                                                | Für seinen Anteil an der Erforschung und erstmaligen umfassenden Darstellung der deutschen Gegenwartssprache in einem Wörterbuch |                                                                   |
| 1978 ↑ | Gunhild Ginschel | | Für seinen Anteil an der Erforschung und erstmaligen umfassenden Darstellung der deutschen Gegenwartssprache in einem Wörterbuch |                                                                   |
| 1978 ↑ | Günter Kempcke | | Für seinen Anteil an der Erforschung und erstmaligen umfassenden Darstellung der deutschen Gegenwartssprache in einem Wörterbuch |                                                                   |
| 1978 ↑ | Helene Malige-Klappenbach | | Für seinen Anteil an der Erforschung und erstmaligen umfassenden Darstellung der deutschen Gegenwartssprache in einem Wörterbuch |                                                                   |
| 1978 ↑ | Margot Richter | | Für seinen Anteil an der Erforschung und erstmaligen umfassenden Darstellung der deutschen Gegenwartssprache in einem Wörterbuch |                                                                   |
| 1978 ↑ | Wolfgang Steinitz | | Für seinen Anteil an der Erforschung und erstmaligen umfassenden Darstellung der deutschen Gegenwartssprache in einem Wörterbuch |                                                                   |
| 1978 ↑ | Ruth Klappenbach | | Für seinen Anteil an der Erforschung und erstmaligen umfassenden Darstellung der deutschen Gegenwartssprache in einem Wörterbuch |                                                                   |
| 1979 ↑ | Kollektiv „Verfahrensträgergemeinschaft Wasserstofferzeugungsanlage“                                                                                                   | Kollektiv „Verfahrensträgergemeinschaft Wasserstofferzeugungsanlage“ | Für seinen Anteil an der Entwicklung eines Verfahrens zur stoffwirtschaftlichen Nutzung von Erdgas |                                                                   |
| 1979 ↑ | Klaus Elberling | | Für seinen Anteil an der Entwicklung eines Verfahrens zur stoffwirtschaftlichen Nutzung von Erdgas |                                                                   |
| 1979 ↑ | Heinz Limmer | | Für seinen Anteil an der Entwicklung eines Verfahrens zur stoffwirtschaftlichen Nutzung von Erdgas |                                                                   |
| 1979 ↑ | Horst Meye | | Für seinen Anteil an der Entwicklung eines Verfahrens zur stoffwirtschaftlichen Nutzung von Erdgas |                                                                   |
| 1979 ↑ | Werner Rosenkranz | | Für seinen Anteil an der Entwicklung eines Verfahrens zur stoffwirtschaftlichen Nutzung von Erdgas |                                                                   |
| 1979 ↑ | Uwe Rothenstein | | Für seinen Anteil an der Entwicklung eines Verfahrens zur stoffwirtschaftlichen Nutzung von Erdgas |                                                                   |
| 1979 ↑ | Horst Rübesam | | Für seinen Anteil an der Entwicklung eines Verfahrens zur stoffwirtschaftlichen Nutzung von Erdgas |                                                                   |
| 1979 ↑ | Kollektiv aus dem VEB Chemische Werke Buna | Kollektiv aus dem VEB Chemische Werke Buna | Für seinen Anteil an der Entwicklung eines neuen Verfahrens zur Herstellung von polymeren Werkstoffen für das Bauwesen und die Konsumgüterproduktion |                                                                   |
| 1979 ↑ | Sigrid Blase | | Für seinen Anteil an der Entwicklung eines neuen Verfahrens zur Herstellung von polymeren Werkstoffen für das Bauwesen und die Konsumgüterproduktion |                                                                   |
| 1979 ↑ | Jochen Gerecke | | Für seinen Anteil an der Entwicklung eines neuen Verfahrens zur Herstellung von polymeren Werkstoffen für das Bauwesen und die Konsumgüterproduktion |                                                                   |
| 1979 ↑ | Lutz Häußler | | Für seinen Anteil an der Entwicklung eines neuen Verfahrens zur Herstellung von polymeren Werkstoffen für das Bauwesen und die Konsumgüterproduktion |                                                                   |
| 1979 ↑ | Werner Strobel | | Für seinen Anteil an der Entwicklung eines neuen Verfahrens zur Herstellung von polymeren Werkstoffen für das Bauwesen und die Konsumgüterproduktion |                                                                   |
| 1979 ↑ | Ruth Wintzer | | Für seinen Anteil an der Entwicklung eines neuen Verfahrens zur Herstellung von polymeren Werkstoffen für das Bauwesen und die Konsumgüterproduktion |                                                                   |
| 1979 ↑ | Dirk Wulff | | Für seinen Anteil an der Entwicklung eines neuen Verfahrens zur Herstellung von polymeren Werkstoffen für das Bauwesen und die Konsumgüterproduktion |                                                                   |
| 1979 ↑ | Kollektiv „Temporärer Hautersatz SY-Spur-derm“ | Kollektiv „Temporärer Hautersatz SY-Spur-derm“ | Für seinen Anteil an der Entwicklung eines synthetischen Wundverbandes |                                                                   |
| 1979 ↑ | Hans Fritz | | Für seinen Anteil an der Entwicklung eines synthetischen Wundverbandes |                                                                   |
| 1979 ↑ | Wolfram Hepperle | | Für seinen Anteil an der Entwicklung eines synthetischen Wundverbandes |                                                                   |
| 1979 ↑ | Albert Meyer | | Für seinen Anteil an der Entwicklung eines synthetischen Wundverbandes |                                                                   |
| 1979 ↑ | Manfred Pfeifer | | Für seinen Anteil an der Entwicklung eines synthetischen Wundverbandes |                                                                   |
| 1979 ↑ | Jörg Riedeberger | | Für seinen Anteil an der Entwicklung eines synthetischen Wundverbandes |                                                                   |
| 1979 ↑ | Ralf Schumann | | Für seinen Anteil an der Entwicklung eines synthetischen Wundverbandes |                                                                   |
| 1979 ↑ | Kollektiv „Entwicklung und Überführung eines Industrieautomaten in die Produktion“                                                                                     | Kollektiv „Entwicklung und Überführung eines Industrieautomaten in die Produktion“ | Für seinen Anteil an der Entwicklung und Einführung von Spezialausrüstungen für die Rationalisierung der Transistorfertigung |                                                                   |
| 1979 ↑ | Joachim Dehnz | | Für seinen Anteil an der Entwicklung und Einführung von Spezialausrüstungen für die Rationalisierung der Transistorfertigung |                                                                   |
| 1979 ↑ | Reinhard Edelmann | | Für seinen Anteil an der Entwicklung und Einführung von Spezialausrüstungen für die Rationalisierung der Transistorfertigung |                                                                   |
| 1979 ↑ | Arno Graß | | Für seinen Anteil an der Entwicklung und Einführung von Spezialausrüstungen für die Rationalisierung der Transistorfertigung |                                                                   |
| 1979 ↑ | Bernd Leipold-Beck | | Für seinen Anteil an der Entwicklung und Einführung von Spezialausrüstungen für die Rationalisierung der Transistorfertigung |                                                                   |
| 1979 ↑ | Gert Winkler | | Für seinen Anteil an der Entwicklung und Einführung von Spezialausrüstungen für die Rationalisierung der Transistorfertigung |                                                                   |
| 1979 ↑ | Helmut Wurmus | | Für seinen Anteil an der Entwicklung und Einführung von Spezialausrüstungen für die Rationalisierung der Transistorfertigung |                                                                   |
| 1979 ↑ | Entwicklungskollektiv „Rechnersteuerung CNC 600“ | Entwicklungskollektiv „Rechnersteuerung CNC 600“ | Für seinen Anteil an der Entwicklung und Überleitung einer neuen Generation numerischer Steuerungen für Werkzeugmaschinen |                                                                   |
| 1979 ↑ | Hans-Jochen Bartsch | | Für seinen Anteil an der Entwicklung und Überleitung einer neuen Generation numerischer Steuerungen für Werkzeugmaschinen |                                                                   |
| 1979 ↑ | Wolfgang Fickel | | Für seinen Anteil an der Entwicklung und Überleitung einer neuen Generation numerischer Steuerungen für Werkzeugmaschinen |                                                                   |
| 1979 ↑ | Eberhard Kehrer | | Für seinen Anteil an der Entwicklung und Überleitung einer neuen Generation numerischer Steuerungen für Werkzeugmaschinen |                                                                   |
| 1979 ↑ | Helmut Keßner | | Für seinen Anteil an der Entwicklung und Überleitung einer neuen Generation numerischer Steuerungen für Werkzeugmaschinen |                                                                   |
| 1979 ↑ | Klaus Schröter | | Für seinen Anteil an der Entwicklung und Überleitung einer neuen Generation numerischer Steuerungen für Werkzeugmaschinen |                                                                   |
| 1979 ↑ | Günter Wollenberg | | Für seinen Anteil an der Entwicklung und Überleitung einer neuen Generation numerischer Steuerungen für Werkzeugmaschinen |                                                                   |
| 1979 ↑ | Entwicklungskollektiv aus dem VEB Robotron – Zentrum für Forschung und Technik Dresden, Fachgebiet Geräte Karl-Marx-Stadt                                              | Entwicklungskollektiv aus dem VEB Robotron – Zentrum für Forschung und Technik Dresden, Fachgebiet Geräte Karl-Marx-Stadt                                                                       | Für seinen Anteil an der Weiterentwicklung des einheitlichen Systems der Rechentechnik der sozialistischen Länder mit der Zentraleinheit ES 2655 |                                                                   |
| 1979 ↑ | Ingo Dewald | | Für seinen Anteil an der Weiterentwicklung des einheitlichen Systems der Rechentechnik der sozialistischen Länder mit der Zentraleinheit ES 2655 |                                                                   |
| 1979 ↑ | Olaf Haubold | | Für seinen Anteil an der Weiterentwicklung des einheitlichen Systems der Rechentechnik der sozialistischen Länder mit der Zentraleinheit ES 2655 |                                                                   |
| 1979 ↑ | Christine Hinze | | Für seinen Anteil an der Weiterentwicklung des einheitlichen Systems der Rechentechnik der sozialistischen Länder mit der Zentraleinheit ES 2655 |                                                                   |
| 1979 ↑ | Prof. Dr. Gerhard Merkel | | Für seinen Anteil an der Weiterentwicklung des einheitlichen Systems der Rechentechnik der sozialistischen Länder mit der Zentraleinheit ES 2655 |                                                                   |
| 1979 ↑ | Jürgen Resch | | Für seinen Anteil an der Weiterentwicklung des einheitlichen Systems der Rechentechnik der sozialistischen Länder mit der Zentraleinheit ES 2655 |                                                                   |
| 1979 ↑ | Heinz-Dieter Voitel | | Für seinen Anteil an der Weiterentwicklung des einheitlichen Systems der Rechentechnik der sozialistischen Länder mit der Zentraleinheit ES 2655 |                                                                   |
| 1979 ↑ | Kollektiv aus dem VEB Kernkraftwerk „Bruno Leuschner“ Greifswald | Kollektiv aus dem VEB Kernkraftwerk „Bruno Leuschner“ Greifswald | Für seinen Anteil an der Entwicklung einer effektiven FriHtechnologie für Kernkraftwerks-Reaktoren |                                                                   |
| 1979 ↑ | Dietmar Brauer | | Für seinen Anteil an der Entwicklung einer effektiven FriHtechnologie für Kernkraftwerks-Reaktoren |                                                                   |
| 1979 ↑ | Isabella Hinz | | Für seinen Anteil an der Entwicklung einer effektiven FriHtechnologie für Kernkraftwerks-Reaktoren |                                                                   |
| 1979 ↑ | Gert Ohlendorf | | Für seinen Anteil an der Entwicklung einer effektiven FriHtechnologie für Kernkraftwerks-Reaktoren |                                                                   |
| 1979 ↑ | Dieter Pastor | | Für seinen Anteil an der Entwicklung einer effektiven FriHtechnologie für Kernkraftwerks-Reaktoren |                                                                   |
| 1979 ↑ | Alexander Schönherr | | Für seinen Anteil an der Entwicklung einer effektiven FriHtechnologie für Kernkraftwerks-Reaktoren |                                                                   |
| 1979 ↑ | Ralph Steinecke | | Für seinen Anteil an der Entwicklung einer effektiven FriHtechnologie für Kernkraftwerks-Reaktoren |                                                                   |
| 1979 ↑ | Kollektiv aus dem VEB Magdeburger Armaturenwerke, Stahlgießerei „Wilhelm Pieck“ Magdeburg-Rothensee                                                                    | Kollektiv aus dem VEB Magdeburger Armaturenwerke, Stahlgießerei „Wilhelm Pieck“ Magdeburg-Rothensee                                                                                             | Für seinen Anteil an der Entwicklung und Produktionseinführung eines Verfahrens zum teilautomatisierten Trennen der Speiser und Eingüsse von komplizierten Gußstücken |                                                                   |
| 1979 ↑ | Hans-Michael Beier | | Für seinen Anteil an der Entwicklung und Produktionseinführung eines Verfahrens zum teilautomatisierten Trennen der Speiser und Eingüsse von komplizierten Gußstücken |                                                                   |
| 1979 ↑ | Ulrich Höltige | | Für seinen Anteil an der Entwicklung und Produktionseinführung eines Verfahrens zum teilautomatisierten Trennen der Speiser und Eingüsse von komplizierten Gußstücken |                                                                   |
| 1979 ↑ | Herbert Leisering | | Für seinen Anteil an der Entwicklung und Produktionseinführung eines Verfahrens zum teilautomatisierten Trennen der Speiser und Eingüsse von komplizierten Gußstücken |                                                                   |
| 1979 ↑ | Lutz Lubitz | | Für seinen Anteil an der Entwicklung und Produktionseinführung eines Verfahrens zum teilautomatisierten Trennen der Speiser und Eingüsse von komplizierten Gußstücken |                                                                   |
| 1979 ↑ | Siegfried Scherschmidt | | Für seinen Anteil an der Entwicklung und Produktionseinführung eines Verfahrens zum teilautomatisierten Trennen der Speiser und Eingüsse von komplizierten Gußstücken |                                                                   |
| 1979 ↑ | Entwicklungskollektiv „Herstellung von Aluminiumfolie aus Aluminiumgießband“                                                                                           | Entwicklungskollektiv „Herstellung von Aluminiumfolie aus Aluminiumgießband“ | Für seinen Anteil an der Entwicklung eines Verfahrens zur Herstellung hochwertiger Erzeugnisse der Buntmetallurgie |                                                                   |
| 1979 ↑ | Willi Feige | | Für seinen Anteil an der Entwicklung eines Verfahrens zur Herstellung hochwertiger Erzeugnisse der Buntmetallurgie |                                                                   |
| 1979 ↑ | Gerhard Fröhlich | | Für seinen Anteil an der Entwicklung eines Verfahrens zur Herstellung hochwertiger Erzeugnisse der Buntmetallurgie |                                                                   |
| 1979 ↑ | Ernst Eurka | | Für seinen Anteil an der Entwicklung eines Verfahrens zur Herstellung hochwertiger Erzeugnisse der Buntmetallurgie |                                                                   |
| 1979 ↑ | Bernd Reichmann | | Für seinen Anteil an der Entwicklung eines Verfahrens zur Herstellung hochwertiger Erzeugnisse der Buntmetallurgie |                                                                   |
| 1979 ↑ | Waltraud Wasch | | Für seinen Anteil an der Entwicklung eines Verfahrens zur Herstellung hochwertiger Erzeugnisse der Buntmetallurgie |                                                                   |
| 1979 ↑ | Kollektiv „Kaverne für das Pumpspeicherwerk Markersbach“ | Kollektiv „Kaverne für das Pumpspeicherwerk Markersbach“ | Für seinen Anteil bei der Vorbereitung und Realisierung der Kavernenbauweise für das Maschinenhaus des Pumpspeicherwerkes Markersbach |                                                                   |
| 1979 ↑ | Gunter Illing | | Für seinen Anteil bei der Vorbereitung und Realisierung der Kavernenbauweise für das Maschinenhaus des Pumpspeicherwerkes Markersbach |                                                                   |
| 1979 ↑ | Werner Koch | | Für seinen Anteil bei der Vorbereitung und Realisierung der Kavernenbauweise für das Maschinenhaus des Pumpspeicherwerkes Markersbach |                                                                   |
| 1979 ↑ | Eberhard Richtsteiger | | Für seinen Anteil bei der Vorbereitung und Realisierung der Kavernenbauweise für das Maschinenhaus des Pumpspeicherwerkes Markersbach |                                                                   |
| 1979 ↑ | Gerold Sänger | | Für seinen Anteil bei der Vorbereitung und Realisierung der Kavernenbauweise für das Maschinenhaus des Pumpspeicherwerkes Markersbach |                                                                   |
| 1979 ↑ | Friedrich Schinke | | Für seinen Anteil bei der Vorbereitung und Realisierung der Kavernenbauweise für das Maschinenhaus des Pumpspeicherwerkes Markersbach |                                                                   |
| 1979 ↑ | Günter Schmidt | | Für seinen Anteil bei der Vorbereitung und Realisierung der Kavernenbauweise für das Maschinenhaus des Pumpspeicherwerkes Markersbach |                                                                   |
| 1979 ↑ | Egon Schubert | | Für seinen Anteil bei der Vorbereitung und Realisierung der Kavernenbauweise für das Maschinenhaus des Pumpspeicherwerkes Markersbach |                                                                   |
| 1979 ↑ | Kollektiv „Testsystem Phytoeffektoren“ | Kollektiv „Testsystem Phytoeffektoren“ | Für seinen Anteil an der Entwicklung eines komplexen Testsystems zur Rationalisierung der Auffindung neuer pflanzlicher Wachstumsregulatoren und Herbizide |                                                                   |
| 1979 ↑ | Alfred Barth | | Für seinen Anteil an der Entwicklung eines komplexen Testsystems zur Rationalisierung der Auffindung neuer pflanzlicher Wachstumsregulatoren und Herbizide |                                                                   |
| 1979 ↑ | Heinz Böhm | | Für seinen Anteil an der Entwicklung eines komplexen Testsystems zur Rationalisierung der Auffindung neuer pflanzlicher Wachstumsregulatoren und Herbizide |                                                                   |
| 1979 ↑ | Rainer Franke | | Für seinen Anteil an der Entwicklung eines komplexen Testsystems zur Rationalisierung der Auffindung neuer pflanzlicher Wachstumsregulatoren und Herbizide |                                                                   |
| 1979 ↑ | Wilfried Kramer | | Für seinen Anteil an der Entwicklung eines komplexen Testsystems zur Rationalisierung der Auffindung neuer pflanzlicher Wachstumsregulatoren und Herbizide |                                                                   |
| 1979 ↑ | Sieghard Lang | | Für seinen Anteil an der Entwicklung eines komplexen Testsystems zur Rationalisierung der Auffindung neuer pflanzlicher Wachstumsregulatoren und Herbizide |                                                                   |
| 1979 ↑ | Klaus Schreiber | | Für seinen Anteil an der Entwicklung eines komplexen Testsystems zur Rationalisierung der Auffindung neuer pflanzlicher Wachstumsregulatoren und Herbizide |                                                                   |
| 1979 ↑ | Wissenschaftlerkollektiv „Neue Veterinärimpfstoffe“ | Wissenschaftlerkollektiv „Neue Veterinärimpfstoffe“ | Für seinen Anteil an der Entwicklung neuer Impfstoffe gegen bakterielle Tierseuchen |                                                                   |
| 1979 ↑ | Wilhelm Batbke | | Für seinen Anteil an der Entwicklung neuer Impfstoffe gegen bakterielle Tierseuchen |                                                                   |
| 1979 ↑ | Wilfried Heinicke | | Für seinen Anteil an der Entwicklung neuer Impfstoffe gegen bakterielle Tierseuchen |                                                                   |
| 1979 ↑ | Helmut Krause | | Für seinen Anteil an der Entwicklung neuer Impfstoffe gegen bakterielle Tierseuchen |                                                                   |
| 1979 ↑ | Horst Meyer | | Für seinen Anteil an der Entwicklung neuer Impfstoffe gegen bakterielle Tierseuchen |                                                                   |
| 1979 ↑ | Wolfram Scholl | | Für seinen Anteil an der Entwicklung neuer Impfstoffe gegen bakterielle Tierseuchen |                                                                   |
| 1979 ↑ | Achim Strey | | Für seinen Anteil an der Entwicklung neuer Impfstoffe gegen bakterielle Tierseuchen |                                                                   |
| 1979 ↑ | Kollektiv aus der Abteilung für kardiovaskuläre Diagnostik des Bereiches Medizin Charite der Humboldt-Universität zu Berlin                                            | Kollektiv aus der Abteilung für kardiovaskuläre Diagnostik des Bereiches Medizin Charite der Humboldt-Universität zu Berlin                                                                     | Für seinen Anteil an der Entwicklung des Herzkatheterismus |                                                                   |
| 1979 ↑ | Gerlinde Bank | | Für seinen Anteil an der Entwicklung des Herzkatheterismus |                                                                   |
| 1979 ↑ | Wolfgang Münster | | Für seinen Anteil an der Entwicklung des Herzkatheterismus |                                                                   |
| 1979 ↑ | Werner Porstmann | | Für seinen Anteil an der Entwicklung des Herzkatheterismus |                                                                   |
| 1979 ↑ | Paul Romaniuk | | Für seinen Anteil an der Entwicklung des Herzkatheterismus |                                                                   |
| 1979 ↑ | Christel Schweinitz | | Für seinen Anteil an der Entwicklung des Herzkatheterismus |                                                                   |
| 1979 ↑ | Renate Thomas | | Für seinen Anteil an der Entwicklung des Herzkatheterismus |                                                                   |
| 1979 ↑ | Gisela Wecket | | Für seinen Anteil an der Entwicklung des Herzkatheterismus |                                                                   |

## Preissummen
| Jahr   | Preissumme in Mark |
| ------ | ------------------ |
| 1970   | 450.000            |
| 1971   | 350.000            |
| 1972   | 550.000            |
| 1973   | 450.000            |
| 1974   | 600.000            |
| 1975   | 550.000            |
| 1976   | 500.000            |
| 1977   | 600.000            |
| 1978   | 600.000            |
| 1979   | 650.000            |
| Gesamt | 5.300.000          |